# Renaissance
Pour les articles homonymes, voir Renaissance (homonymie).

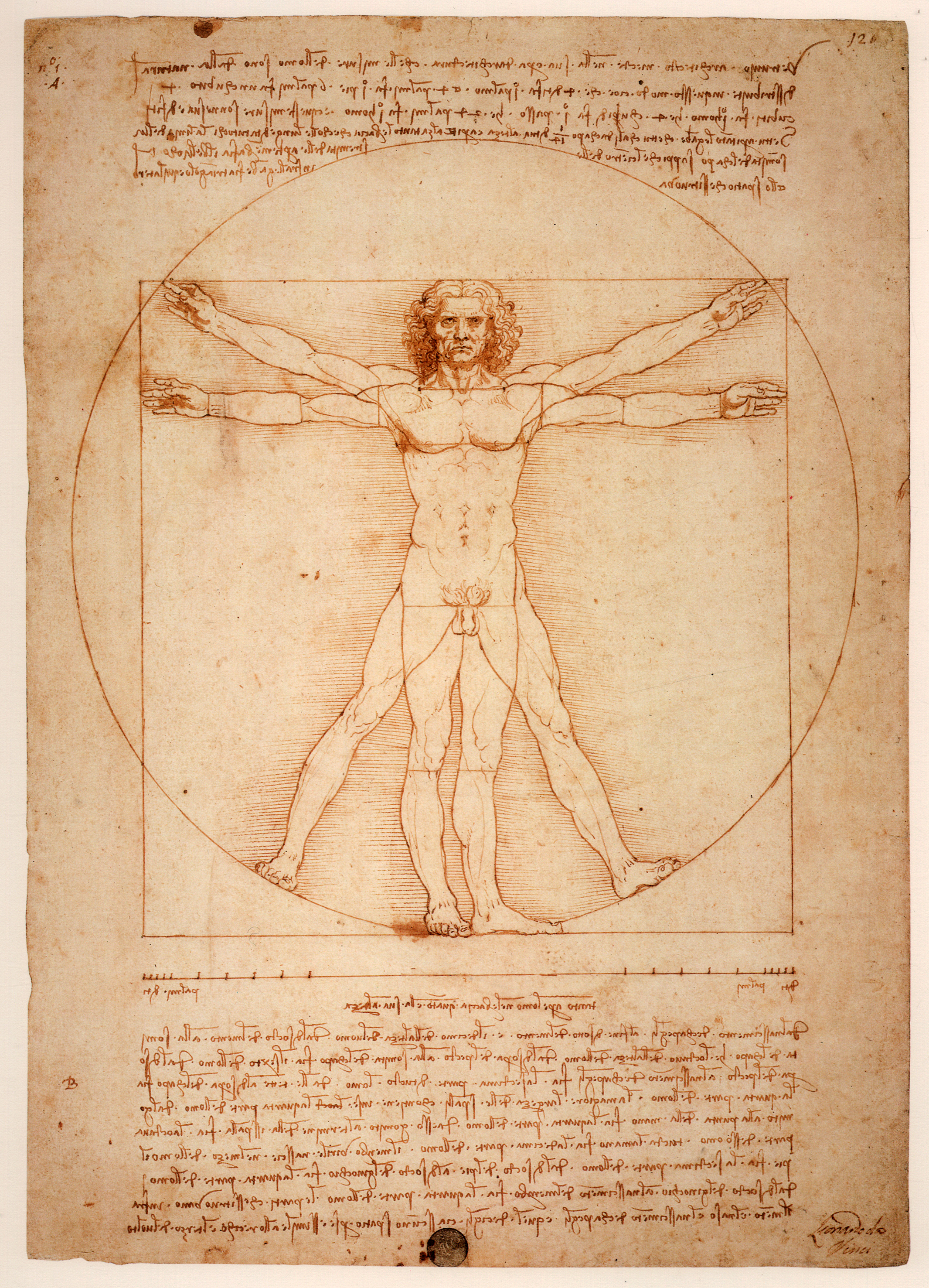
L'Homme de Vitruve de Léonard de Vinci est pour beaucoup le symbole de l'évolution de la civilisation occidentale durant la Renaissance artistique.

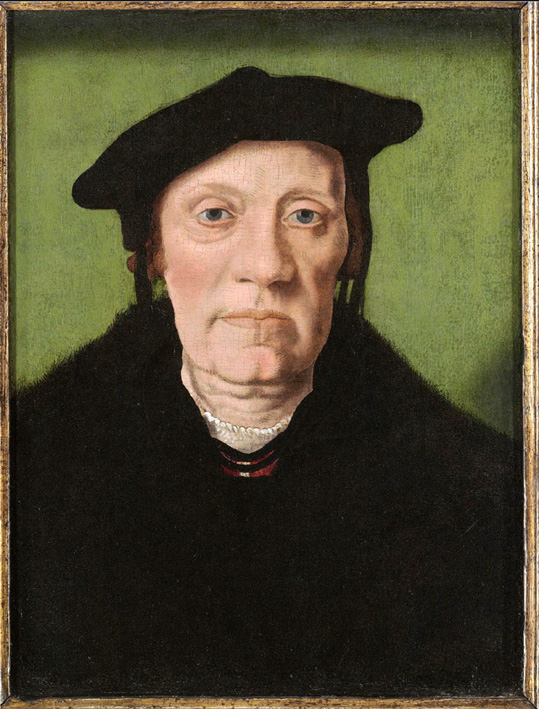
Cornelis Aerentsz van der Dussen de Jan van Scorel, (vers 1535) peinture sur bois, Weiss Gallery, Londres.

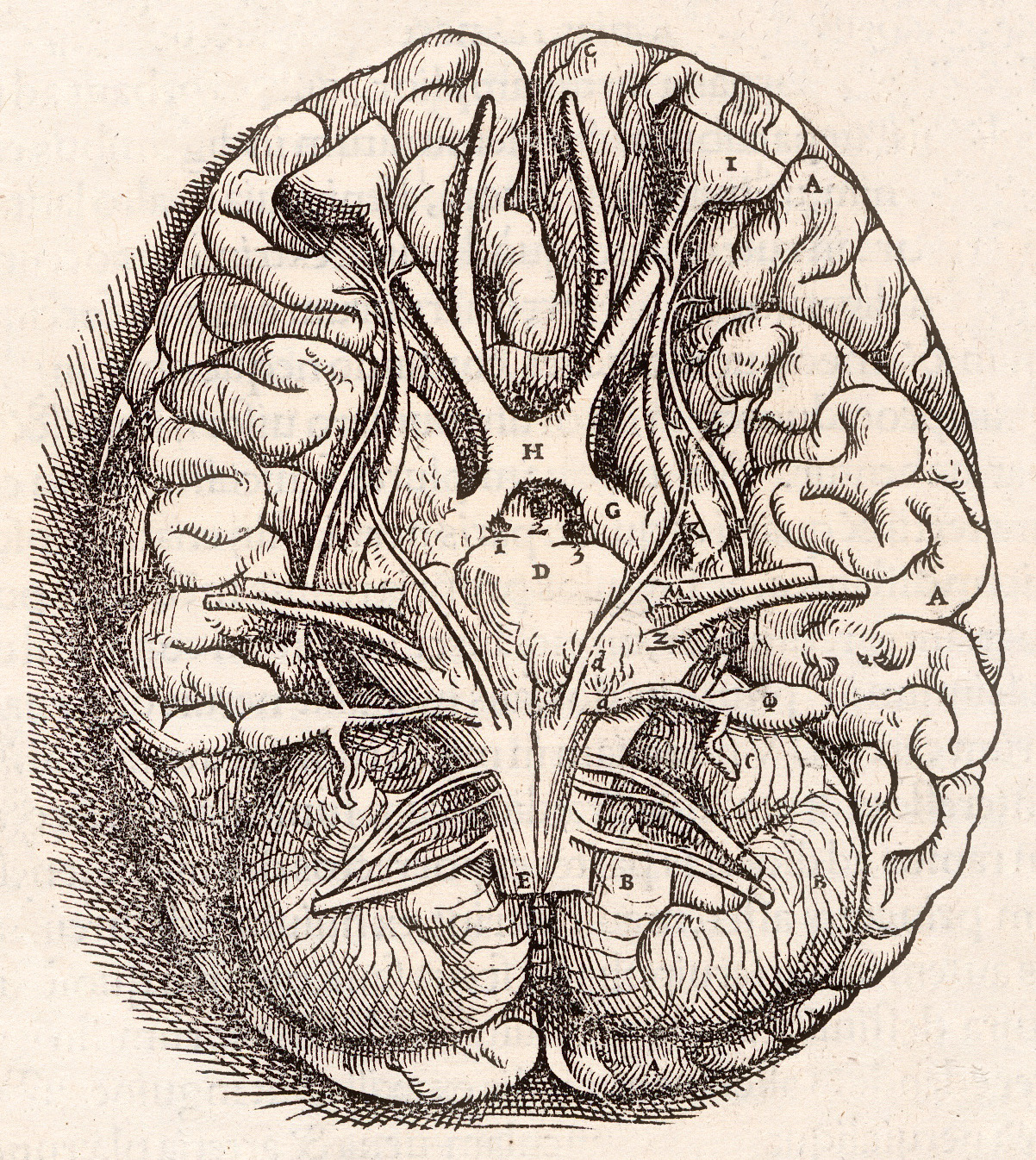
Dessin de cerveau dans le De humani corporis fabrica de André Vésale.

La Renaissance est un mouvement de l'histoire européenne associé à la remise à l'honneur de la littérature, de la philosophie et des arts de l'Antiquité gréco-romaine. Ce mouvement a pour point de départ l'Italie, et se situe chronologiquement à cheval entre le Moyen Âge tardif (1346-1453 ou 1492) et l'époque moderne (1453 ou 1492-1792). Une Pré-Renaissance se produit dans plusieurs villes d'Italie dès le XIVe siècle (Trecento). La Renaissance s'exprime au XVe siècle dans la plus grande partie de l'Italie, et quelques autres pays européens, sous la forme de ce que l'on appelle la Première Renaissance (Quattrocento). La Renaissance concerne presque toute l'Europe au XVIe siècle (Cinquecento).
On parle de Renaissance artistique au sens où les œuvres de cette époque s'inspirent davantage de l'art gréco-romain, et moins de l'époque médiévale.
Selon l'historien britannique Peter Burke, la Renaissance se caractérise par la remise à l'honneur de la culture antique dans la littérature et les arts, qui supplante la culture de l'Europe médiévale tardive, caractérisée par l'art gothique, l'idéal de la chevalerie et la philosophie scolastique.
Elle s'accompagna aussi d'un changement de représentation du monde, de réformes religieuses, de nouveaux modes de diffusion de l'information (l'imprimerie), des grandes découvertes et d'un dynamisme économique favorisé par de nombreuses innovations.

## Historiographie
Le découpage historique de cette période charnière entre l'Époque médiévale et l'Époque moderne est sujet à un débat interprétatif entre historiens de l'art. Selon l'historien britannique Peter Burke, la Renaissance est avant tout un mouvement, non un événement ou une période. Certains historiens considèrent de plus que l'usage traditionnel de la période Renaissance dans l'historiographie française est un chrononyme commode mais discutable pour marquer une rupture entre l'Âge sombre médiéval et l'époque moderne. Ils préfèrent utiliser, selon la thèse de continuité (en) postulant un passage graduel entre ces périodes, l'appellation plus neutre d'« early modern » (pour « Early modern Europe », littéralement début de l'Europe moderne), de « première modernité » ou « seuil de la modernité ».
Cette période est devenue un concept historiographique qui est désormais utilisé pour caractériser d'autres périodes historiques : la Renaissance carolingienne (les lettrés de cette époque parlaient de renovatio), la Renaissance ottono-clunisienne (920 – 1000), la Renaissance du XIIe siècle, etc. (voir l'article détaillé Renaissance (historiographie).

### Apparition de la notion de Renaissance
Dans les écrits de la fin du Moyen Âge, l'idée d'une rinascita (renaissance) correspond à un courant plutôt qu'à une période, orienté vers un retour à l'éducation classique, entraînant une impression exaltante de renouveau touchant aussi bien la morale que les activités politiques et artistiques.
Selon l'historien Jean Delumeau, le mot Renaissance nous est venu d'Italie et concernait le domaine des arts. Le peintre, architecte, et historien de l'art italien Giorgio Vasari a employé le terme « Rinascita » en 1568 dans Le vite de' più eccellenti pittori, scultori e architettori. Les Italiens disent aujourd'hui Rinascimento. Le sens du mot Renaissance s'est progressivement élargi.
Le terme de « Renaissance » en tant qu'époque et non plus pour désigner un renouveau des lettres et des arts, a été utilisé pour la première fois en 1840 par Jean-Jacques Ampère dans son Histoire littéraire de la France avant le XIIe siècle puis par Jules Michelet en 1855 dans son volume consacré au XVIe siècle La Renaissance dans le cadre de son Histoire de France. Ce terme a été repris en 1860 par l'historien de l'art suisse Jacob Burckhardt (1818 – 1897) dans son livre Culture de la Renaissance en Italie.
Dans son cours au Collège de France en 1942-1943, l'historien français Lucien Febvre montre que Jules Michelet a utilisé ce terme pour des raisons personnelles. En effet, Jules Michelet, travaillant sur le roi Louis XI alors qu'il était attristé par la perte de son épouse et contrarié par l'évolution politique conservatrice de la monarchie de Juillet, eut un besoin profond de nouveauté, de renouvellement. Or sa conception de l'histoire était telle qu'il identifiait ce qu'il vivait et ce qu'il ressentait du passé ; il a donc imaginé une Renaissance après le règne de Louis XI, par l'intermédiaire des guerres d'Italie.
Ce point de vue original a été présenté par Thomas Lepeltier dans un article de la Revue des Livres en 2000. Il est cependant contesté par de nombreux historiens qui voient des aspects de césure entre le Moyen Âge et la Renaissance. Ce qui est certain, c'est que la rupture entre Moyen Âge et Renaissance est moins radicale que ce qu'on en disait jadis.

### Délimitation spatio-temporelle
Les historiens ne sont d'accord ni sur la date ni même sur le lieu où il convient d'entamer le récit de la Renaissance. Florence, Rome, Avignon, Padoue et Naples ont été chacune présentées comme le « berceau » du mouvement. La plupart des ouvrages débutent en Italie, mais à des moments et avec des individus différents. Il est courant de choisir l'époque du poète-érudit Francesco Petrarca, dont le nom a été francisé en « Pétrarque », soit les années 1330 ou 1340. Pétrarque voyait les siècles précédents — ce que nous appelons le Moyen Âge — comme un âge des ténèbres, qu'il opposait à l'ère lumineuse de l'Antiquité classique. Dans son poème Africa, il espérait que « lorsque les ténèbres se dissiperont, les générations à venir réussiront à trouver le chemin du retour à la claire splendeur du passé antique ». Les premiers humanistes florentins du tournant des XIVe et XVe siècles, disent déjà que dans son œuvre, tant d'écrivain pénétré d'une esthétique rajeunie du latin que de chercheur passionné d'œuvres antiques, ils reconnaissent en Pétrarque le fondateur et le modèle de l'idéal nouveau des « études d'humanité », qui forme le cœur du projet humaniste. Ce point de vue est à l'origine d'une certaine image du Moyen Âge.
Mais certains historiens de l'art commencent une génération plus tôt, avec Giotto. Celui-ci devait sa gloire au nouveau style de récit pictural qu'il avait créé, et ce nouveau style était en partie fondé sur les sculptures antiques qu'il avait vues à Pise. Les humanistes l'évoquaient avec respect, et son œuvre fut une source d'inspiration pour les générations suivantes de peintres de la Renaissance. On peut aussi citer Dante, son contemporain. Les deux hommes et certains de leurs successeurs ont été à l'origine d'une extraordinaire explosion de créativité à Florence juste après l'an 1300. Il ne faut pas non plus oublier l'écrivain padouan Albertino Mussato, qui a écrit des pièces de théâtre et des œuvres historiques sur le modèle des classiques. L'historien Peter Burke voit la Renaissance s'achever avec Descartes vers 1630.
Certains auteurs vont jusqu'à mettre en doute la pertinence d'une définition temporelle. Au sujet de ce débat, on peut par exemple se référer aux analyses de Paul Oskar Kristeller (1905-1999).

### Découpage conventionnel en histoire de l'art
Les historiens de l'art ont coutume de désigner par :
- Trecento (300 en italien) les années 1300 à 1399, soit approximativement le XIVe siècle (années 1301 à 1400) ;
- Quattrocento (400 en italien) les années 1400 à 1499, soit approximativement le XVe siècle (années 1401 à 1500) ;
- Cinquecento (500 en italien) les années 1500 à 1599, soit approximativement le XVIe siècle (années 1501 à 1600).

Il existe un décalage des appellations entre l’italien (trecento) et le français (quatorzième).

## Extension géographique

### AuXIVesiècle

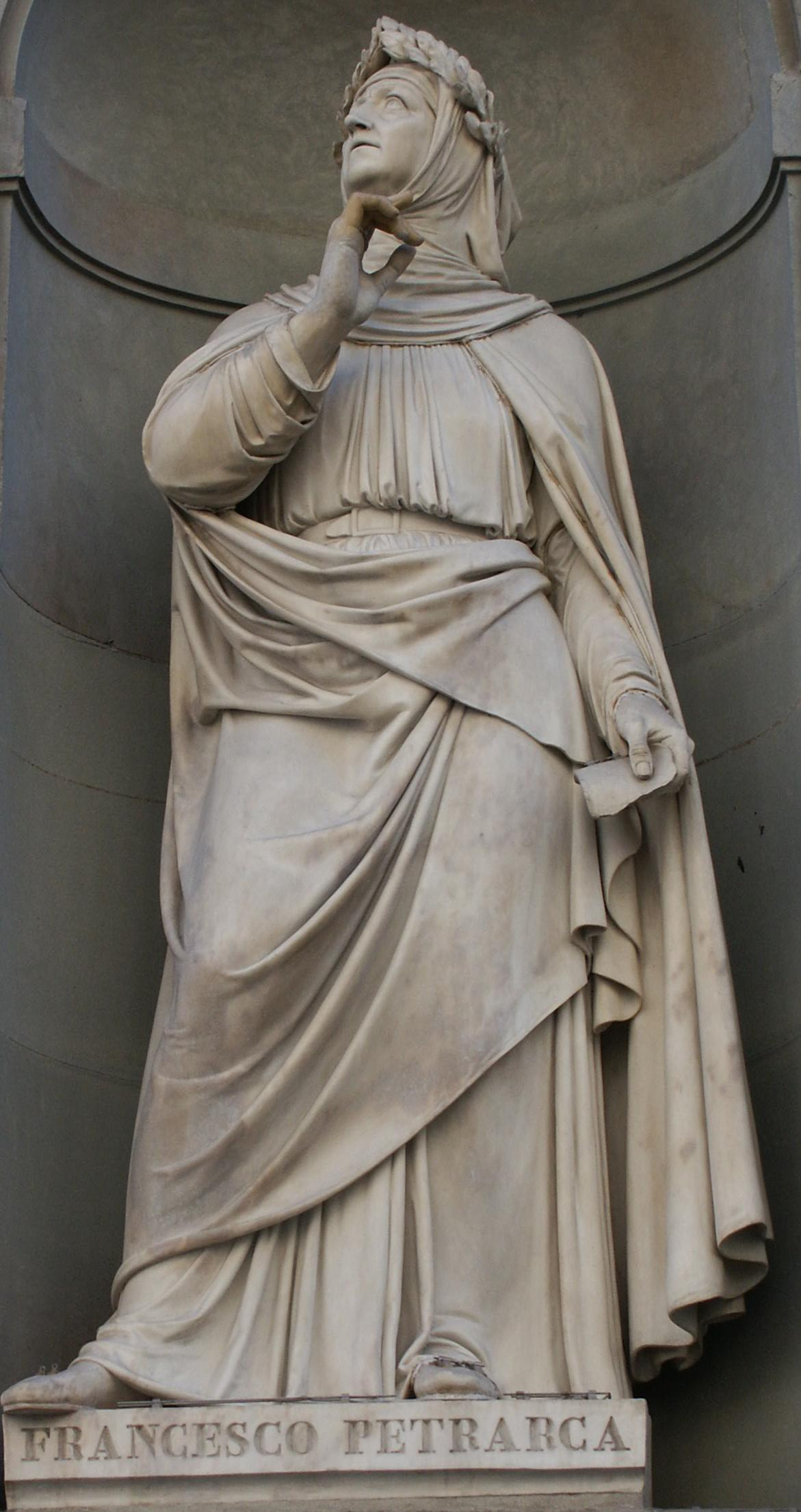
Statue du piazzale degli Uffizi représentant Pétrarque.

Au XIVe siècle, malgré la peste noire (1348), les prémices de la Renaissance se manifestent surtout dans des villes d'Italie comme Florence, Rome, Naples, Milan, Venise, première puissance maritime de l'Occident, depuis longtemps en contact avec l'Orient par voie maritime. Dans la cathédrale de Pise, une chaire est sculptée par Nicola Pisano dans un style qui n'est plus celui du Moyen Âge, mais qui reprend l'esthétique de la Grèce antique,
On peut dire que Pétrarque fut le premier humaniste. Il se considérait d'abord comme un poète, un second Virgile. Il écrivit en latin un poème épique Africa, et en toscan une suite de poèmes lyriques, les Canzoniere. Son cercle comprenait le peintre Simone Martini, le médecin et astronome Giovanni Dondi, le dominicain Giovanni Colonna, l'augustin Dionigi di Borgo San Sepolcro, le chef politique Cola di Rienzo et Giovanni Boccaccio (Boccace), célèbre pour son recueil de cent nouvelles écrites en toscan, le Décaméron.
À Florence, l'œuvre de Pétrarque fut poursuivie par Coluccio Salutati, qui consentit des efforts importants pour défendre les studia humanitatis. Avec son cercle d'amis lettrés, dont Leonardo Bruni, Poggio Bracciolini (Le Pogge) et Niccolò Niccoli, Salutati a étudié et discuté des œuvres de Pétrarque et de Boccace.
Avignon fut une médiatrice entre l'Italie et le reste de l'Europe. Grâce à la présence du pape et de sa cour de 1309 à 1377, elle devint une ville de première grandeur, aussi étendue que Florence, lieu de contacts internationaux et foyer d'innovations culturelles. Pétrarque y grandit. Le peintre siennois Simone Martini y travailla à partir de 1339. Herédia y vécut quelques années. C'est à Avignon que Metge étudia les œuvres de Pétrarque et Boccace. Le pape Clément VI fait appel, pour décorer le palais des Papes, à une équipe de peintres dirigée par Matteo Giovannetti.
Dans les années 1320 à 1380 se développe le courant musical de l'Ars nova, centré sur la France, qui annonce les polyphonies de la Renaissance.
Les érudits d'Aragon et de Catalogne furent parmi les premiers à s'intéresser aux cultures antique et italienne : Juan Fernández de Heredia fit traduire Thucydide et Plutarque ; Le majordome du roi Jean Ier d'Aragon traduisit Sénèque en catalan, tandis que le roi lui-même collectionnait les livres ; l'auteur catalan Bernat Metge admirait les lettres de Pétrarque et son Secretum, son œuvre la plus célèbre, Lo Somni, composée en 1398, s'inspire de Pétrarque et de Boccace autant que de Cicéron.
Dans le domaine de l'éducation, les Frères de la vie commune, organisation de laïques dont les membres vivaient en communauté comme des moines, établirent tout un réseau d'écoles dans de nombreuses villes des Pays-Bas, dont Gouda, Zwolle, Deventer et liège. Par leur refus de la scolastique et leur insistance sur la littérature latine, leurs dirigeants ressemblaient aux humanistes italiens.
Vers 1380, l'intérêt pour l'Antiquité classique, la culture italienne et les « études libérales » (studia liberalia) gagna Paris, du moins au sein d'un petit cercle qui comprenait Jean Gerson, Nicolas de Clamanges et Jean de Montreuil. Ce dernier était secrétaire d'un grand mécène : Jean, duc de Berry, frère du roi Charles V et du duc Philippe le Hardi. Le duc de Berry avait aussi soutenu Premierfait quand il traduisait Boccace et encouragé l'œuvre de Christine de Pisan. Il possédait environ trois cents manuscrits, dont des œuvres de Pétrarque, Virgile, Tite-Live et Térence, souvent illustrées.

### AuXVesiècle

Carte de l'Italie en 1494.

Au XVe siècle, la Renaissance s'intensifie en Italie. Les historiens de l'art parlent de Première Renaissance ou Quattrocento. C'est au cours de ce siècle que la chute de l'Empire byzantin (1453) provoque l'afflux de savants byzantins dans la péninsule italienne. Outre Florence, les principaux foyers de la Renaissance sont Rome, Sienne, Urbino, Milan, Venise, Ferrare, Mantoue, Naples, la Sicile. Les arts sont favorisés par de grands mécènes tels que Cosme de Médicis et son petit-fils Laurent de Médicis à Florence.
À Florence, le retour à l'Antiquité se fit à travers un cercle d'esprits créateurs, qui se connaissaient bien entre eux : l'architecte Filippo Brunelleschi (qui résolut le problème de la conception du dôme de la cathédrale de Florence), l'humaniste Leon Battista Alberti, les sculpteurs Donatello et Ghiberti et le peintre Masaccio (qui montra sa maîtrise des règles de la perspective dans la fresque La Trinité). À la fin du XVe siècle vécurent aussi à Florence des humanistes néoplatoniciens : Cristoforo Landino (commentaires de Dante et de Virgile), Marsile Ficin, Politien et Pic de la Mirandole (De la dignité de l'homme).
Lorenzo Valla (1407-1457) est le seul grand humaniste qui naquit et fit ses études à Rome. Il enseigna aussi à l'université de cette ville. Dans la préface à sa grammaire latine, les Elegantiae (1444), il affirme que le bon latin s'est épanoui en même temps de l'Empire romain et a aussi décliné avec lui, en raison des invasions barbares. C'est cette conscience des changements du latin à travers les siècles qui a permis à Valla de comprendre que la célèbre « Donation de Constantin » était un faux.
La chancellerie de Milan sous les Visconti et les Sforza fut aussi un foyer de culture humaniste. L'architecte florentin Le Filarète y arriva en 1451, et y construisit l'Ospidale Maggiore. Léonard de Vinci séjourna à Milan dans les années 1480.
De 1420 à 1450, les contacts entre les érudits et artistes italiens et d'autres Européens se multiplièrent. Le Pogge se rendit en Suisse et en Allemagne. Le peintre Masolino travailla en Hongrie. L'humaniste Guiniforte Barzizza partit en Catalogne servir Alphonse V d'Aragon en 1432, etc. Réciproquement, des étrangers venaient séjourner en Italie : Rogier van der Weyden en 1450, le Français Jean Fouquet travailla à Rome, le Flamand Juste de Gand, et l'Espagnol Pedro Berruguete travaillèrent à Urbino. Dans les années 1430, l'ecclésiastique polonais Grégoire de Sanok séjourna à Rome et y découvrit les études classiques. Dans les années 1440, l'Allemand Albrecht von Eyb, l'Anglais Robert Fleming et le Hongrois Janus Pannonius visitèrent l'Italie. Ils revenaient souvent avec des manuscrits.
Mathias Corvin, roi de Hongrie de 1458 à 1490, avait reçu une éducation humaniste du Polonais Grégoire de Sanok et devint collectionneur de livres et mécène des hautes études. Il invita des humanistes italiens à sa cour. Il se dota d'une vaste bibliothèque : la Bibliotheca Corviniana, qui était à sa mort la deuxième bibliothèque d'Europe après la vaticane.

### AuXVIesiècle
La Renaissance italienne se poursuit dans ce que les historiens de l'art appellent le Cinquecento. Dans la période qui va de 1494 (invasion de l'Italie par les Français) à 1527 (sac de Rome par les soudards de l'empereur Charles Quint), qualifiée de Haute Renaissance, elle atteint son apogée à Rome avec des artistes comme Léonard de Vinci, Raphaël et Michel-Ange.
L'Arioste composa à Ferrare l'un des chefs-d'œuvre de la littérature italienne, Roland furieux, publié pour la première fois en 1516. Il associa la tradition classique de l'épopée à la tradition médiévale du roman courtois.
Pietro Bembo est un humaniste italien qui eut une grande influence à cette époque. Il fixait la loi en matière de langue et de littérature. En latin, il estimait que la prose devait se conformer au style majestueux de Cicéron, avec ses phrases complexes et ses expressions ornées. La poésie, en revanche, devait suivre l'exemple de Virgile. Ce patricien de Venise qui vivait à Rome fit des efforts considérables pour consacrer le toscan comme langue littéraire de l'Italie. En poésie, son modèle était la langue de Pétrarque et de Dante ; en prose celle de Décaméron de Boccace.
Pendant la Haute Renaissance, les arts sont favorisés par de grands mécènes. Les principaux sont Isabelle d'Este à Mantoue, le cardinal Tamás Bakócz et Marie de Hongrie, le cardinal Georges d'Amboise et le roi François Ier en France, Thomas Wolsey en Angleterre et Marguerite d'Autriche.
Le graveur et peintre allemand Albrecht Dürer acquit une grande renommée grâce à ses gravures sur bois et aux estampes de Raimondi sur ses peintures, de sorte que son œuvre s'est assuré une influence en Italie.
Au XVIe siècle, le Portugal continue les explorations (Cabral). Les autres grands navigateurs Christophe Colomb, Amerigo Vespucci (voir paragraphe et article détaillé grandes découvertes) permettent aux puissances ibériques (Portugal et Espagne) d'étendre leur puissance et de chercher de nouvelles voies maritimes pour les épices, la principale route des épices exploitée par les Ottomans étant coupée depuis la chute de Constantinople.
Politiquement parlant, l'Espagne devient la première puissance européenne grâce à la richesse de ses colonies et à l'exploitation des mines d'argent, qui autorisent une augmentation de la masse monétaire. Charles Quint est le souverain le plus puissant d'Europe. Il étend son influence sur une grande partie de l'Europe, ce qui n'est pas sans créer une rivalité avec François Ier. L'Espagne gardera sa puissance jusqu'au traité des Pyrénées (1659).
En France, à partir de Louis XII et de François Ier (à partir du début de son règne en 1515, correspondant à la bataille de Marignan), les guerres d'Italie font connaître la Renaissance italienne en France, avec plus d'un siècle de retard. En architecture, le style Louis XII est une transition entre le style gothique et le style Renaissance. Léonard de Vinci apporte en France le savoir-faire des artistes de la Renaissance italienne. Les principaux représentants de l'humanisme en France sont Michel de Montaigne (1533-1592), auteur des Essais, et Rabelais, auxquels il faut ajouter les poètes membres du groupe de la Pléiade Joachim du Bellay (1522-1560) et Pierre de Ronsard (1524-1585).

## De nouvelles identités

### Imitation de l'Antiquité

Portrait de Thomas More par Hans Holbein le Jeune.

Il est fréquent de dire que durant la Renaissance, on s'intéressa de nouveau à l'Antiquité, ce qui accompagna le mouvement intellectuel de l'« humanisme ».
En fait, l'Antiquité était loin d'être inconnue au Moyen Âge :
- une partie de la culture antique était conservée dès le haut Moyen Âge grâce à Boèce, Isidore de Séville, Bède le Vénérable et, à l'époque carolingienne Paul Diacre et Alcuin… ; Platon était déjà connu à la cour de Charlemagne ; vers le milieu du IXe siècle, on connaissait, pour l'Antiquité latine, Lucain, Juvénal, Perse, Térence, Salluste, Pline l'Ancien, Sénèque le Rhéteur, Virgile, Horace, Justin, Vitruve, Aulu-Gelle, Valère Maxime, Stace (la Thébaïde), Sénèque (les Lettres), Cicéron (œuvres rhétoriques et philosophiques) ; pour l'Antiquité grecque Aristote (la Logique), Platon (le Timée)[39] ;
- l'essentiel des œuvres d'Aristote ainsi qu'un grand nombre d'œuvres d'autres auteurs grecs parmi lesquels Euclide, Ptolémée, Galien, Hippocrate, Jean Damascène étaient déjà traduites au XIIe siècle en latin, au cours de ce que l'on appelle la Renaissance du XIIe siècle[40].

Les textes qui ont été sauvés de l'Antiquité l'ont été, pour ce qui est des auteurs latins, par les copistes médiévaux dans les monastères. Cette culture était réservée à une élite composée essentiellement de clercs, dans les monastères, puis, à partir du XIIIe siècle, dans les écoles urbaines, et les premières universités européennes (école scolastique) : au XVe siècle, 75 à 80 % des humanistes véritables avaient reçu le sacrement de l'ordre, et près de 100 % les ordres mineurs. Par la suite eut lieu une relative laïcisation des études humanistes, qui ne servaient plus à former essentiellement de futurs théologiens ou canonistes, mais s'adressaient à un public beaucoup plus large : grands princes, petits nobles, détenteurs d'offices, négociants ou banquiers, techniciens (médecins, juristes, artistes de haut niveau, imprimeurs), de plus en plus nombreux à venir de la bourgeoisie.
Selon Régine Pernoud, ce qui caractérise la Renaissance du XIVe au XVIe siècle, c'est d'une part qu'elle concerne une certaine Antiquité, celle de Périclès pour la Grèce, et pour Rome celle qui s'inspire du siècle de Périclès ; d'autre part, il s'agit plutôt de l'imitation de l'Antiquité considérée comme ayant déjà atteint la perfection que sa redécouverte.
Pour ce qui concerne l'Antiquité grecque, les apports byzantins à la Renaissance italienne ont été réalisés soit à la suite de voyages entrepris par les intellectuels italiens à Byzance à la recherche de manuscrits antiques, soit par des exilés byzantins venus s’établir en Italie pour y enseigner, principalement à l’occasion du Concile de Florence (1437-1439) et après la chute de Constantinople (1453). La prise de Constantinople par les Turcs ottomans eut pour résultat d'amener en Europe des bibliothèques d'auteurs antiques conservées à Byzance ; toutefois, selon Régine Pernoud cela n'a été aucunement déterminant.
Pendant la Renaissance du XIVe au XVIe siècle, la connaissance des auteurs antiques s'ouvrit plus largement aux « humanistes » :
- Pétrarque et ses amis du grand nord, dès le XIVe siècle (Trecento) élargirent la gamme des auteurs antiques connus ;
- Flavio Biondo découvrit de nouvelles œuvres d'auteurs romains et entreprit des fouilles archéologiques dans le Forum romain (vers 1430) ;
- le prêtre florentin Marsile Ficin (1433-1499) traduisit en latin les Dialogues de Platon et plusieurs œuvres grecques plus tardives ; il tenta une conciliation du platonisme et du christianisme[45] ;

À partir du XVe siècle, avec les travaux de Leonardo Bruni, et Ermolao Barbaro notamment, on s'efforça de traduire Aristote en dépouillant ses textes des innombrables commentaires des philosophes médiévaux et arabes.
Par conséquent :
- L'archéologie permit de redécouvrir l'art antique : architecture, sculpture, que l'on chercha à imiter ;
- La connaissance de la culture antique s'élargit à davantage d'auteurs antiques (latins et surtout grecs) et se répandit d'abord en Italie, puis en Europe. Cette culture imprégna un nouveau réseau d'« humanistes » (Érasme, Thomas More, Guillaume Budé…), qui constituèrent une nouvelle élite.

En fait, si le terme humanités existait déjà, le terme humanisme ne fut employé qu'à partir du XVIIIe siècle (selon Jean Delumeau).

### Naissance d'une identité européenne
Les lettrés du Moyen Âge avaient conscience qu'ils vivaient sur un continent appelé Europe par les géographes, pour le distinguer de l'Asie et de l'Afrique. En revanche, la grande masse des habitants de l'Europe n'avaient jamais entendu ce terme : ils lisaient difficilement et « le clergé leur parlait comme à des chrétiens appartenant au continent choisi par la Divine providence pour être le foyer de la vraie foi ». En somme, les Européens n'avaient pas pleinement conscience de leur identité culturelle. La conscience de cette identité n'apparut qu'à la Renaissance. Selon l'historien anglais John Hale, ce fut à cette époque que le mot Europe entra dans le langage courant et fut doté d'un cadre de référence solidement appuyé sur des cartes et d'un ensemble d'images affirmant son identité visuelle et culturelle.

### Aspects linguistiques

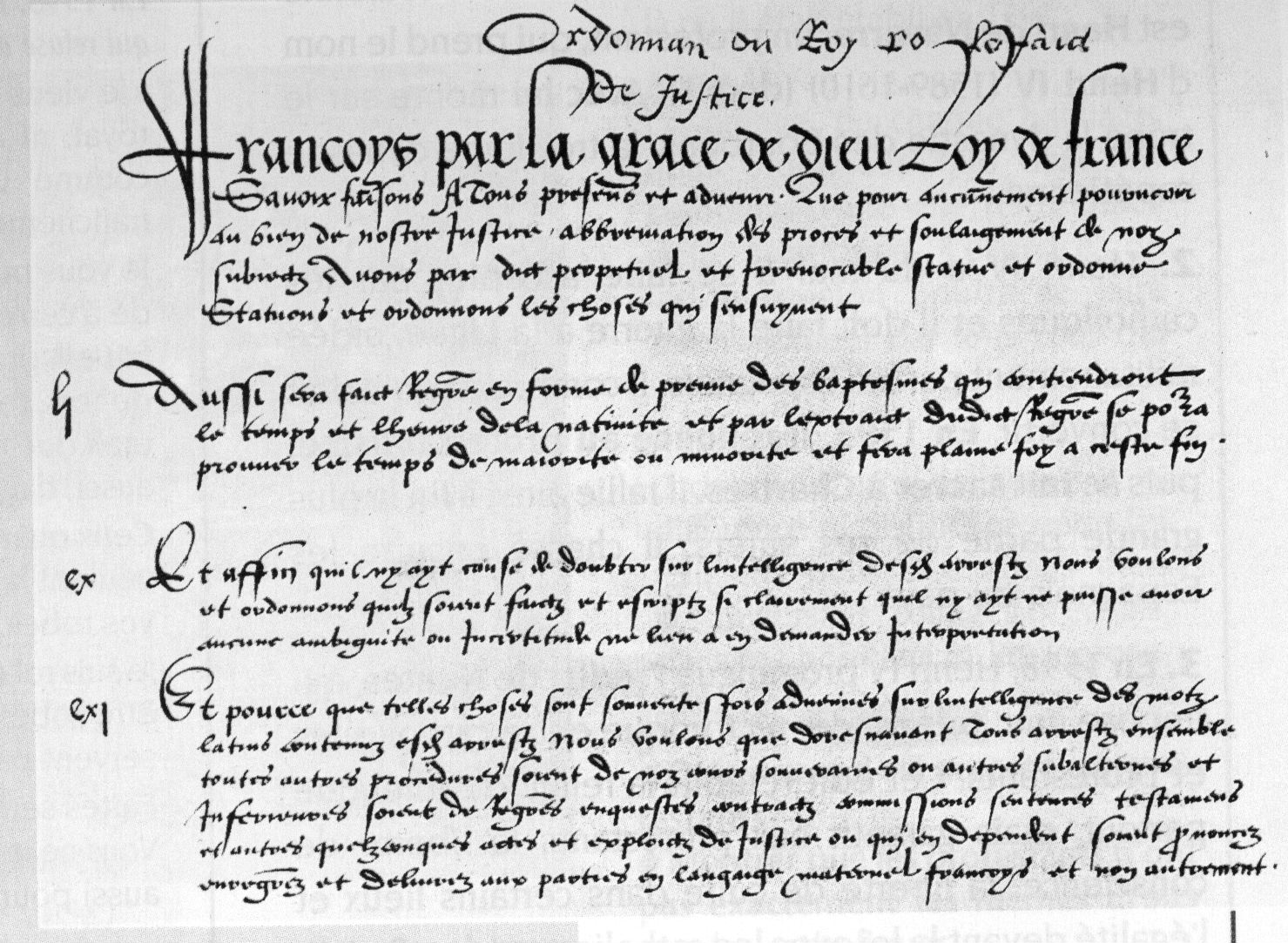
Copie du préambule et des articles toujours appliqués de l'ordonnance de Villers-Cotterêts qui officialise la langue française dans le droit et l'administration.

Au cours du XIVe siècle, dans une Italie morcelée en plusieurs États et fragmentée en de nombreux dialectes, trois œuvres majeures d'écrivains florentins imposèrent le toscan comme langue littéraire : la Divine Comédie (1307-1321) de Dante, le Canzoniere (v. 1335) de Pétrarque et le Décaméron (1349-1353) de Boccace.
Au début de 1492, Antonio de Nebrija présente à Isabelle de Castille une grammaire du castillan (espagnol), qui est la première grammaire d'une langue populaire d'Europe, la Gramática castellana. Il la conçoit comme un outil d'affermissement des conquêtes de la reine sur les « barbares qui parlent des langues exotiques », et qu'il complètera par un dictionnaire.
En 1539, François Ier, par l'ordonnance de Villers-Cotterêts, proclame le français comme langue officielle. Le français devient ainsi la langue officielle du droit et de l'administration, dans les actes juridiques, à la place du latin. François Ier installe également la bibliothèque royale au château de Fontainebleau.
Même si les humanistes commencent à utiliser les langues « nationales », le latin reste très utilisé dans les communautés de clercs et dans les universités. Néanmoins, la majorité des autres populations parle des langues régionales, que nous appelons aujourd'hui des dialectes, qui existent parfois encore aujourd'hui.
Dans un contexte de prépondérance de l'Italie dans la plupart des domaines, le XVIe siècle est marqué par une vague très importante d'emprunts de la langue française à l'italien. Des 2 000 italianismes que comportait alors la langue française à cette époque, le français moderne n'en a toutefois retenu qu'environ 700. Plusieurs défenseurs de la langue française se sont émus contre ces excès de mode, notamment Henri Estienne, auteur de Deux dialogues du nouveau langage italianizé et autrement desguizé (1578), Barthélemy Aneau, Étienne Tabourot, et Béroalde de Verville, auteur de Moyen de parvenir (1616). Henri Estienne en rendait responsables les guerres d'Italie et la cour, avec son « jargon » spécial.

### Diffusion des idées par l'imprimerie

Carte de la diffusion de l'imprimerie de 1452 à 1500.

Contrairement à une image construite au XIXe siècle, le savoir écrit n'a pas été réservé aux clercs jusqu'à la fin du Moyen Âge. On assiste à une rapide diffusion de l'écrit en dehors de l'Église à partir des XIIe – XIIIe siècles. Ramon Llull (v. 1235-1316), Dante (1265-1321) et Pétrarque (1304-1374) sont des figures marquantes de cette laïcisation des savoirs. Toutefois, ces laïcs qui savent lire et écrire demeurent classés dans la catégorie des illitterati, la notion de litteratus servant à désigner un individu qui maîtrise le latin.
L'une des inventions qui eut le plus de répercussions sur les hommes de la Renaissance fût le perfectionnement de l'imprimerie par les caractères mobiles en plomb et la presse à vis, par Gutenberg vers 1450. Les presses se propagèrent à Bâle en 1466, à Rome en 1467, Paris et Pilsen en 1468, Venise en 1469, Louvain, Valence Cracovie et Buda en 1473, Westminster en 1476 et Prague en 1477. Cela permit une multiplication des livres après 1450, avec 4 500 éditions pour la seule ville de Venise.
La première édition imprimée de la Bible apparut en 1455. Des classiques romains tels que Cicéron étaient aussi imprimés. L'imprimeur vénitien Alde Manuce édita les classiques grecs avant la fin du XVe siècle, notamment l'édition d'Aristote en cinq volumes qui parut entre 1495 et 1498. Les œuvres de certains humanistes italiens parurent assez vite en version imprimée : les poèmes de Pétrarque furent publiés en 1470 et réimprimés plus de vingt fois avant 1500. Le traité sur l'éducation de Leonardo Bruni parut en livre vers 1470, ses lettres en 1472 et son histoire de Florence en 1476. On imprima aussi les Elegantiae de Lorenzo Valla en 1471, Le Pogge et Marsile Ficin dans les années 1470, etc. Les idées des humanistes italiens purent se propager par l'exportation des livres dans d'autres régions d'Europe.
L'Imago mundi du cardinal Pierre d'Ailly, qui fut écrit en 1410, fut imprimé pour la première fois à Louvain en 1483. Il fut l'un des fondements de la connaissance géographique utilisée par Christophe Colomb et les navigateurs pendant les grandes découvertes.
La diffusion de l'humanisme fut favorisée par des érudits qui se firent imprimeurs et des imprimeurs qui s'intéressèrent à l'érudition. Par exemple, Guillaume Fichet, professeur de théologie et de rhétorique, créa le premier une presse à Paris, à la faculté de théologie de la Sorbonne. Alde Manuce, célèbre imprimeur de Venise, ami d'Érasme et d'autres érudits, avait étudié avec Battista Guarino.
L'imprimerie permettait de lire les idées avec détachement et esprit critique. En ce sens, elle a été un catalyseur des idées de la Réforme protestante à partir du XVIe siècle. Le livre imprimé eut un effet considérable sur la première diffusion de la Réforme, et réciproquement la Réforme stimula le développement de l'imprimerie. Parmi les imprimeurs qui diffusèrent les idées protestantes, on peut citer Pierre de Vingle, Antoine Vincent, Laurent de Normandie et Henri Estienne.

## Aspects religieux

### Une angoisse collective
On ne peut comprendre la Renaissance et ses aspects religieux que si l'on a en tête les événements qui l'ont précédée et scandée. L'historien Jean Delumeau distingue une période de grande angoisse - de 1348 à 1660 - au cours de laquelle les malheurs se sont plus particulièrement accumulés en Europe, y suscitant un ébranlement durable des esprits : la Peste Noire qui marque en 1347-1352 le retour des épidémies meurtrières, les soulèvements qui se relaient d'un pays à l'autre du XIVe au XVIIe siècle, l'interminable guerre de Cent Ans, l'avance turque inquiétante à partir des défaites de Kosovo (1389) et Nicopolis (1396) et alarmante à partir du XVIe siècle, le grand schisme d'Occident, les croisades contre les hussites, la décadence morale de la papauté avant le redressement de la Réforme catholique. Il se produisit à partir du XIVe siècle un renforcement et une plus large diffusion de la crainte des derniers temps, qui a suscité des peurs eschatologiques, renforcées par les moyens de diffusion : l'imprimerie et la gravure jouèrent un grand rôle dans la sensibilisation du public à l'attente des derniers jours.
Ainsi, la naissance de la Réforme protestante se comprend mal si on ne la replace pas dans l'atmosphère de fin du monde qui régnait alors en Europe et notamment en Allemagne.

### Diffusion et traduction de la Bible en langues vernaculaires

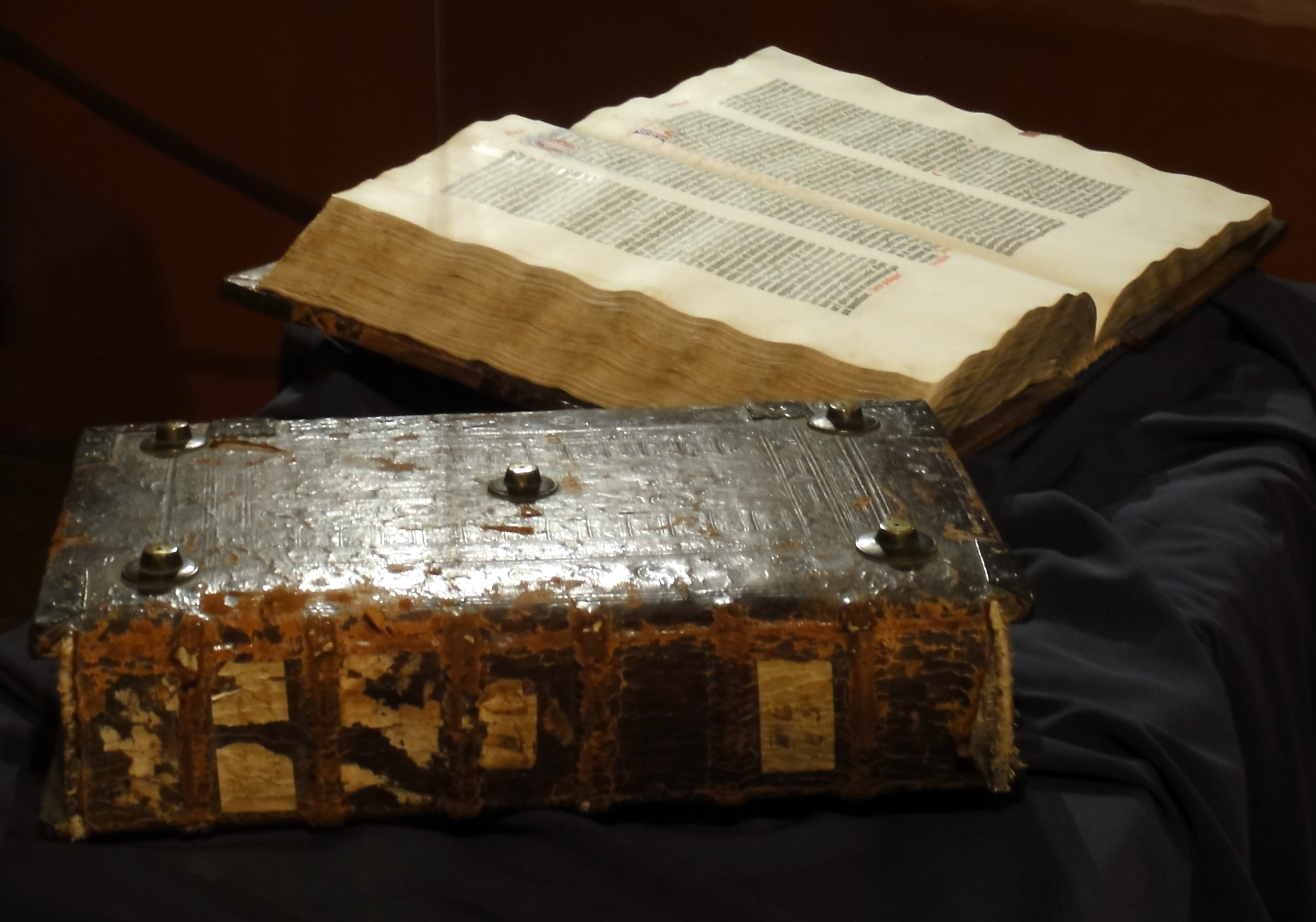
Volume I ouvert et Volume II fermé de l'exemplaire de la Bible de Gutenberg conservé à la Bibliothèque du Séminaire Duchownego à Pełpin en Pologne.

Au Moyen Âge, la plupart des fidèles n'avaient pas accès à la Bible dans leur langue maternelle. La version officielle de l'Église catholique était la Vulgate, traduction en latin de la Bible par saint Jérôme (347-420), et il était techniquement difficile d'en assurer une large diffusion.
L'arrivée de l'imprimerie va bouleverser cette situation : la Vulgate est imprimée dès 1455 par Gutenberg (voir Bible de Gutenberg). Néanmoins, au XVIe siècle, les réformateurs protestants en Europe multiplient les traductions en langues vulgaires pour que les fidèles puissent lire et interpréter la Bible par eux-mêmes, sapant de ce fait le monopole de l’interprétation des Écritures que l’Église romaine s’était arrogé.
La première édition imprimée de la Bible en italien est l'œuvre de Nicolò Malermi (imprimée à Venise en 1471).
Une traduction complète en français de la Vulgate et du Nouveau Testament en grec fut l'œuvre du théologien catholique Lefèvre d'Étaples (imprimée à Anvers, 1530, 1534, 1541).
Du fait des réticences catholiques, comme on l'a vu ci-dessus, les premières traductions en langues vernaculaires de la Bible ont souvent été réalisées par des protestants :
- Pour la traduction en allemand : Martin Luther publie le Nouveau Testament en 1522 et l'Ancien Testament en 1534, voir Bible de Luther ;
- Pour la traduction en anglais moderne naissant : William Tyndale publie le Nouveau Testament en 1525-1526 et le Pentateuque en 1530 (voir Bible Tyndale) ; la première traduction complète de la Bible en anglais moderne est la Bible de Coverdale (1535) ;
- Les traductions en espagnol ont été effectuées par des protestants en dehors d'Espagne, l'Inquisition ayant interdit en 1511 toute traduction de la Bible en Espagne[67].

Lors du concile de Trente (1545-1563), qui inaugure la « Contre-Réforme » l’Église a jugé nécessaire de proclamer officiellement l’édition de la Vulgate comme la seule version authentique des Saintes Écritures, déclaration qui du coup discréditait aux yeux des catholiques toutes les versions en langues vulgaires et les rendaient nulles et non avenues. L’Église ne toléra que les traductions accompagnées d’annotations fiables tirées des écrits des pères et docteurs de l’Église catholique.

### Réforme protestante et contre-réforme

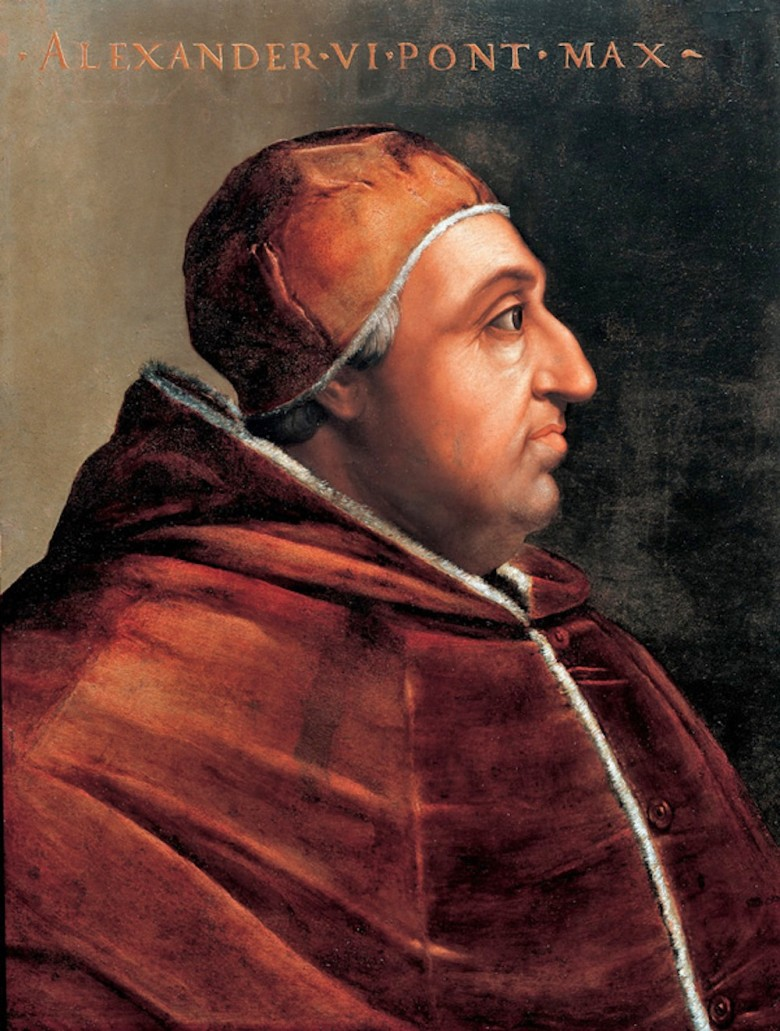
Portrait du pape Alexandre VI Borgia, célèbre pour sa corruption, peint par Cristofano dell'Altissimo vers le milieu du XVIe siècle. Corridor de Vasari. Florence.

Le mouvement de renouveau en Europe s'accompagne d'un enrichissement jugé excessif de l'Église, ce qui provoque l'indignation de certains chrétiens, qui veulent revenir aux sources de la Bible. D'autre part, à cette époque, certains chefs de l'Église étaient jugés trop proches des autorités politiques.
Au XVe siècle, plusieurs réformateurs dont John Wyclif en Angleterre et Jan Hus en Bohême, tentent de réformer l'Église, mais se heurtent à l'intransigeance des clercs. Jan Hus est condamné par l'Église, ce qui laissera une blessure durable en Europe centrale. Le moine dominicain Savonarole défia l'Église à Florence. Il mourut sur le bûcher.
Au XVIe siècle, de nouveaux réformateurs apparurent :
- Luther, théologien et réformateur germanique, s'indigne des indulgences accordées par Rome et publie ses 95 thèses (1517) ;
- Calvin, réformateur français, installé à Genève, en Suisse ;
- Thomas More, qui ne peut éviter la séparation de l'Église anglicane.

L'Église catholique tient plusieurs conciles dont le concile de Constance (1414-1418), le concile de Bâle (1431-1441) et le concile de Trente (1545-1563), ce dernier en réaction à la Réforme protestante, d'où le nom de contre-réforme donné aux décisions de ce concile.

### Judaïsme, intérêt pour l'hébreu
Alors que les Juifs avaient été des acteurs des précédentes Renaissances, les populations juives sont souvent exclues de ce mouvement de Renaissance, du fait qu'elles avaient été expulsées de plusieurs pays (Angleterre, France,…), et par suite de la multiplication de mesures d'exclusion, soit religieuses, soit politiques, ou de mesures discriminatoires. Dans les royaumes de Castille et d'Aragon, le décret de l'Alhambra fut signé en 1492 en vue de l'expulsion des Juifs qui refusaient de se convertir à la religion chrétienne.

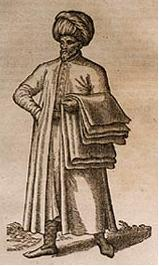
Représentation d'Abravanel, XVIe siècle.

Don Isaac Abravanel (1437-1508) mit ses talents d'homme politique et de financier au service des rois du Portugal, d'Espagne, de Naples et des doges de Venise, et assuma avec dignité la représentation de sa communauté auprès des souverains espagnols lorsque le destin des juifs d'Espagne bascula. Il fut également un penseur dont les écrits constituent le point d'orgue de la philosophie juive médiévale. Son commentaire de la Bible est devenu un classique .
En Italie, malgré la multiplication des ghettos, la communauté juive a développé une culture à la fois fidèle à sa tradition et ouverte à la modernité de l'époque. Il y eut dans ce pays un parallélisme entre les cultures chrétienne et juive. Plusieurs personnalités juives italiennes émergent de cette période historique : Yehuda ben Yehiel, Yohanan Alemanno et Moshe de Rieti qui proposèrent un nouveau style littéraire hébraïque. Il y eut parfois une véritable collaboration intellectuelle : des savants juifs ont traduit vers le latin des ouvrages d'auteurs arabes conservés dans les versions hébraïques, d'autres rédigeaient des grammaires de l'hébreu destinées aux « hébraïsants » chrétiens. L'ouverture fut aussi facilitée par l'utilisation partagée de la langue italienne. Entre le milieu du XVIe siècle et les premières décennies du XVIIe siècle, Azariya de'Rossi, Avraham Sha'ar Aryeh (Portaleone) et Yehuda Ariye (Leone) Modena incarnent cet esprit d'ouverture et de participation.
L'hébreu, langue de l'Ancien Testament, commença à être pris au sérieux par un cercle international d'érudits chrétiens. Quelques rares humanistes italiens se sont intéressés à l'hébreu dès le XVe siècle, notamment Pic de la Mirandole a pris des leçons auprès d'érudits juifs, Élie del Medigo à Padoue et Jochanna ben Isaac Alemanno à Florence. Au début du XVIe siècle, l'hébreu était solidement établi dans plusieurs universités européennes : Alfonso de Zamora l'enseigna à Salamanque en 1511. En 1517 fut fondé le célèbre « Collège trilingue » de l'université de Louvain, consacré aux trois langues des Écritures : le latin, le grec et l'hébreu. Un collège du même type fut créé à Alcalá. L'enseignement de l'hébreu commença en 1519 à l'université de Heidelberg, en 1529 à Bâle et en 1530 au nouveau Collège royal de Paris.
Certains humanistes chrétiens s'intéressaient à l'hébreu également pour comprendre la kabbale, tradition (sens du mot kabbala) secrète, « occulte » des érudits juifs : Pic de la Mirandole, et surtout Johannes Reuchlin qui publia en 1517 un livre sur la kabbale, qu'il dédicaça au pape Léon X ; il y affirmait que cette tradition juive donnait accès à la « philosophie symbolique » perdue de Pythagore, qui tenait sa sagesse de l'Orient . Ce dernier livre fut l'objet d'une polémique antijudaïque.
À la Renaissance, la kabbale était vue comme une doctrine religieuse et philosophique ancienne, qui contenait des secrets relatifs à la connaissance du monde et du divin, mais qui pouvaient aussi être utilisés à des fins pratiques. Des textes très anciens comme le Sefer Yetzira, le Bahir, le Zohar étaient lus, étudiés, traduits par des hébraïsants chrétien, parfois avec l'aide de savants juifs. En même temps, des savants juifs appliquaient à la lecture de la Torah accompagnée par des techniques de méditation particulières une valeur quasi magique : ils se voyaient ainsi capables d'opérer des transformations dans le monde, grâce à l'influx divin qu'ils étaient capables d'attirer vers le bas.

## Grandes découvertes

### Représentation du monde
Le début du Moyen Âge voit apparaître d'étranges représentations comme la carte en TO (TO pour Terrarum Orbis) d'Isidore de Séville (VIe siècle), où la Terre est représentée avec les trois continents Europe, Asie, Afrique à l'intérieur d'un cercle (O) séparé par un T. On retrouve encore une telle représentation dans le Liber floridus, encyclopédie de Lambert de Saint-Omer (XIIe siècle). Mais contrairement à une idée reçue, au Moyen Âge la plupart des élites se représentent la Terre sphérique et placée au centre d'un cosmos formé lui-même d'un emboîtement de sphères. Citons, pour l'Europe latine : Sacrobosco, Gautier de Metz, Vincent de Beauvais (encyclopédiste du XIIIe siècle), Roger Bacon, Oresme, Buridan, etc. ; et parmi les chrétiens d'Orient, on peut mentionner, par exemple, Théodore Métochitès, Michel Psellos, Isaac Argyros et Gémiste Pléthon. Ils s'appuyaient sur l'héritage de la période classique de la Grèce antique.
Les connaissances se sont enrichies à partir d'autres sources comme celle de l'astronome arabe Al-Farghani (IXe siècle), puis Le Livre de Marco Polo (deuxième moitié du XIIIe siècle) apporta quantité d'informations sur l'Asie. Dès lors, en Europe, on pouvait mieux se représenter la Terre comme étant sphérique. Cependant, la question se posait de savoir si le monde habité était une île unique ou si les autres quartiers du globe possédaient également des terres émergées. Cette question se pose encore aux savants occidentaux du XIVe siècle puisqu'à leur époque les trois quarts de la surface terrestre restent inexplorés. Une question plus lancinante se dessine en creux : sommes-nous les seuls habitants de la Terre ? Jean Buridan (1300-1358) considérait que la terre et l'eau forment deux sphères de centres distincts : la terre domine la mer sur un seul quartier du monde où la vie a pu être abritée et est entièrement recouverte dans les autres.
Le cardinal français Pierre d'Ailly publie le traité cosmographique intitulé Imago Mundi en 1410. Fondant ses raisonnements sur l'autorité d'Aristote, de Pline l'Ancien et de Sénèque, il y défend l'idée que les Indes peuvent être atteintes par l'Ouest en peu de jours. Christophe Colomb, qui possède un exemplaire imprimé du livre (aujourd'hui à Séville), est fortement influencé par les arguments de Pierre d'Ailly, comme en témoignent les notes qu'il ajoute de sa main dans les marges de plusieurs de ses pages. On savait désormais qu’il était possible d’atteindre l’Asie sans passer par le bassin oriental de la Méditerranée et le Moyen-Orient, occupés par les Turcs, après la prise de Constantinople (1453), soit en contournant l’Afrique par voie de mer en passant au sud, soit en allant vers l’ouest.
La (re)découverte de l'héliocentrisme, objet de nombreux débats, ne semble pas avoir eu d'influence significative pendant la Renaissance : Nicolas Copernic fit publier ses thèses héliocentristes à sa mort en 1543, mais celles-ci furent interdites en 1616 puis « enterrées » au moment de l’affaire Galilée (1633, pendant la guerre de Trente Ans) jusqu’au milieu du XVIIIe siècle. Il serait donc inexact de parler de révolution copernicienne pour la Renaissance, même s’il y eut effectivement un changement important de représentation du monde.

### Techniques de navigation et cartographie
De nouveaux procédés techniques permirent le développement des explorations maritimes lors de la Renaissance.
La boussole, importée de Chine, était déjà d'un usage courant en Europe à la Renaissance : la première mention d'une aiguille aimantée et de son usage par les marins en Europe se trouve dans De naturis rerum (« De la Nature des Choses ») d'Alexandre Neckam publié en 1190.
La caravelle est un navire à voiles inventé par les Portugais en 1430 et adapté aux longs voyages. Elle a été rendue célèbre par les grandes expéditions maritimes entre le XVe et le XVIIe siècle. La caravelle résulte du croisement entre les carabos arabes, des navires de pêche dotés de voiles latines (triangulaires) et les bateaux nordiques, équipés de voiles carrées. Elle permettait de s’aventurer plus loin des terres. Mais on ne connaissait pas bien la distance à parcourir.
Le premier usage de l'astrolabe nautique serait dû aux marins de la flotte de Diogo de Azambuja vers la Guinée en 1481-1482.
Le loch permit d'estimer la vitesse de déplacement d'un navire. La première mention de ce type d'instrument apparaît pour la première fois en Angleterre dans un livre de William Bourne intitulé A regiment for the sea.
La cartographie connut de grands développements avec par exemple Fra Mauro à Venise, dès le XVe siècle, qui correspondit avec Henri le Navigateur, ce qui permit aux explorateurs européens de partir à la découverte du monde. En retour, les explorations fournirent de nombreux relevés cartographiques, qui firent avancer cette discipline, avec notamment la projection de Mercator, en 1569, marquant l'avènement de la géodésie moderne.

### Explorations maritimes

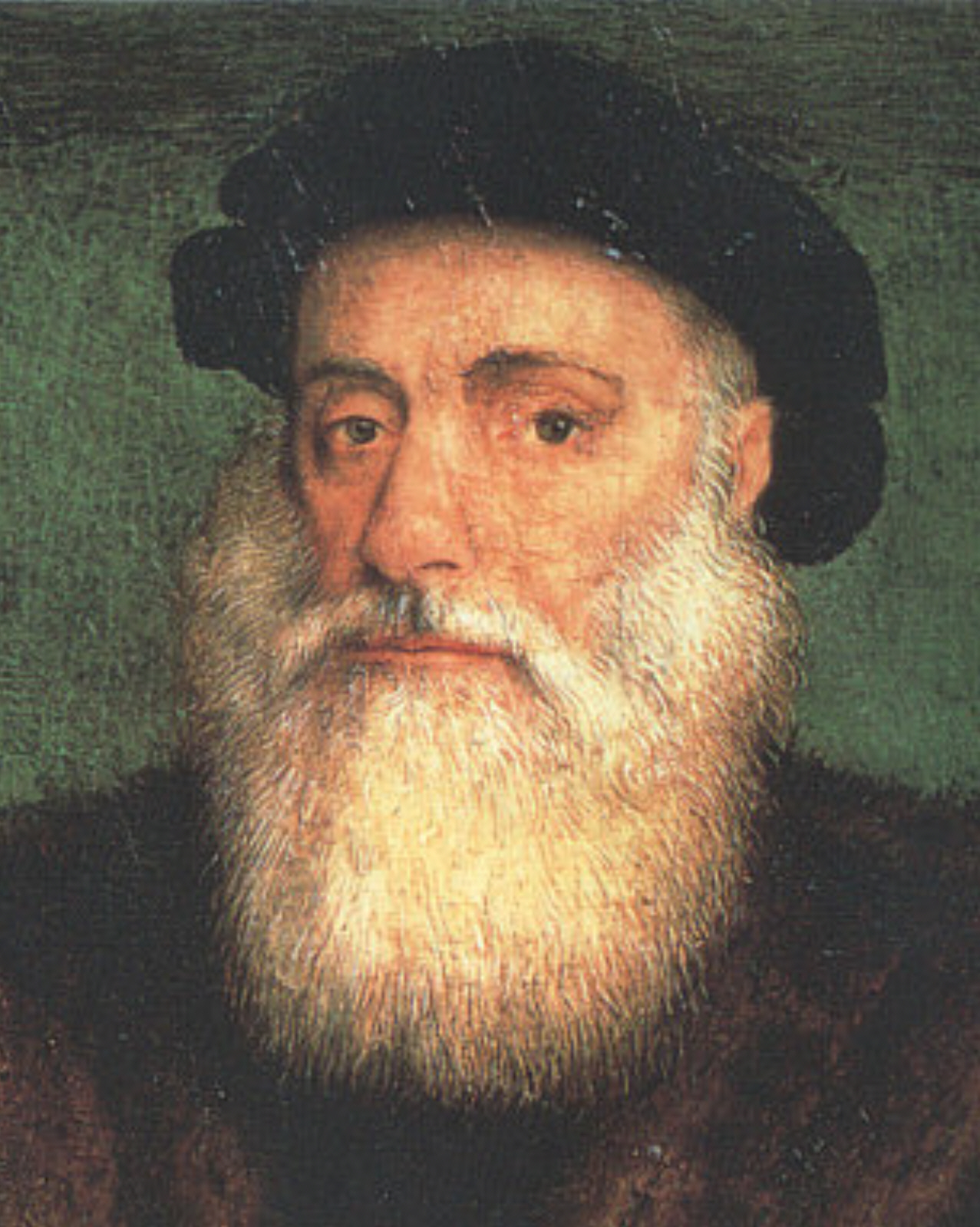
Portrait de Vasco de Gama par Gregório Lopes.

Des expéditions chinoises se sont lancées à l’assaut des océans dès le début du XVe siècle, alors que la France était encore empêtrée dans la guerre de Cent Ans : entre 1405 et 1433 eurent lieu sept expéditions vers les côtes de l'Asie du Sud-Est, de nombreuses îles de l'océan Indien, et l'Afrique de l'Est, sous la conduite de l'amiral Zheng He. Sous les Song, la Chine avait déjà lancé des explorations vers l'Afrique. Les voyages de Zheng He étaient plutôt pensés comme une démonstration de la puissance chinoise, un moyen de raviver le commerce avec les États vassaux et de garantir le flux de marchandises d'importance, comme les médicaments, le poivre, le soufre, l'étain et les chevaux. Les expéditions furent arrêtées par l’administration chinoise.
Du côté européen, on cherchait des voies commerciales alternatives aux routes commerciales continentales comme la route des épices, après la prise de Constantinople (1453), par les Ottomans, et leur domination sur l’est du bassin méditerranéen.
Une première phase des grandes découvertes est ouverte, dès le XVe siècle, par les navigateurs portugais qui, sous l'impulsion de Henri le Navigateur, lancent des expéditions en vue de contourner l'Afrique,. Bartolomeu Dias est probablement le premier Européen parvenir à doubler, en 1487-1488, le cap des Tempêtes, rebaptisé cap de Bonne Espérance par le roi Jean II. Huit ans plus tard, le roi Manuel Ier de Portugal relance la conquête de la route circumafricaine : l'expédition de Vasco de Gama touche Calicut aux Indes le 20 mai 1498. C'est par hasard sur Cabral, envoyé par Manuel Ier pour rejoindre les Indes, et détourné par les vents alizés, traverse l'Atlantique Sud et découvre le Brésil, qu'il prend pour une île (1500).
De son côté, l'Espagne envoya ses propres navigateurs : Christophe Colomb, qui rêve d'atteindre les Indes par l'ouest, découvre ce que l'on appellera plus tard l'Amérique et effectue quatre voyages entre 1492 et 1502. Magellan (tour du monde), Amerigo Vespucci (Amérique du Sud), qui donnera (involontairement) son nom au nouveau continent (voir ci-dessous)…

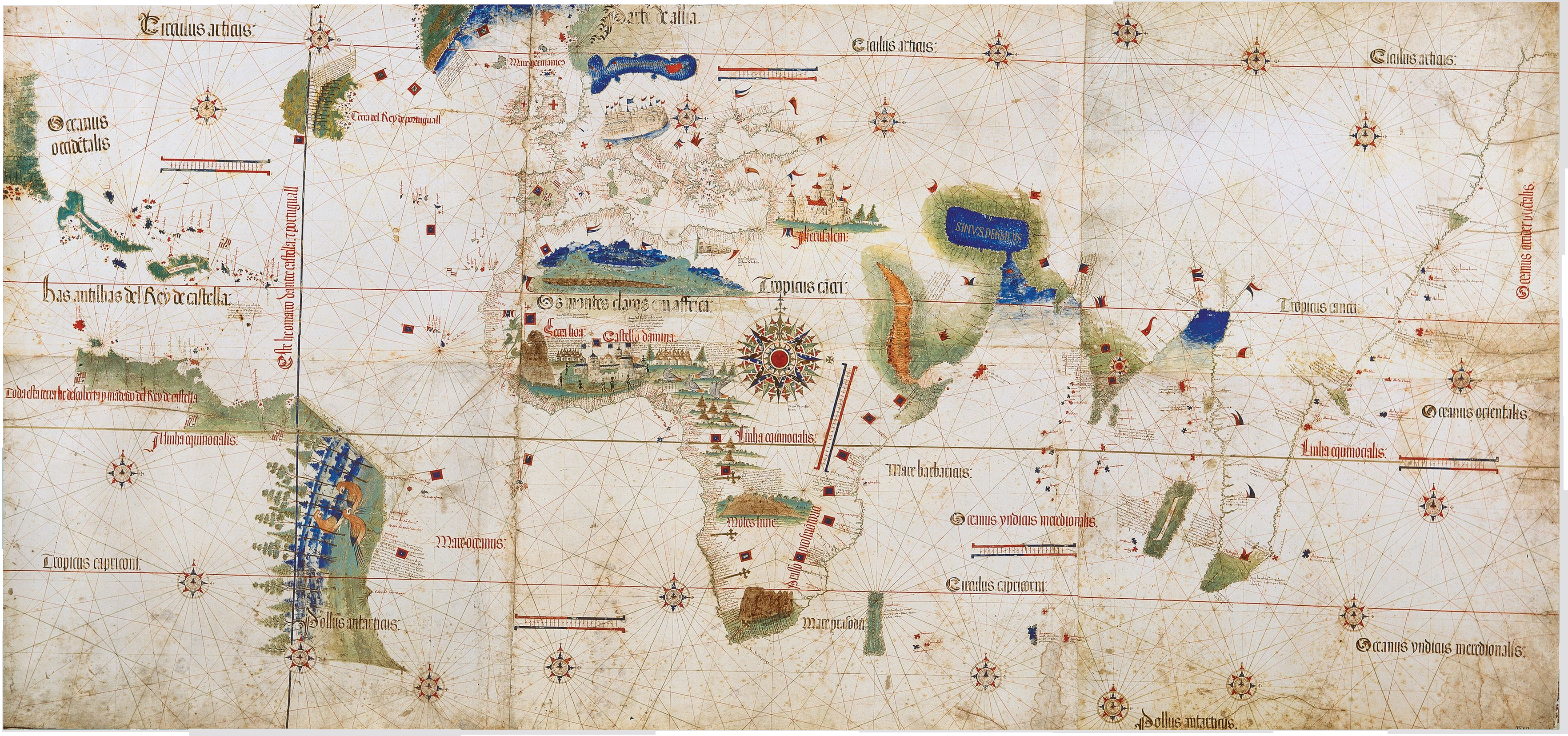
Le planisphère de Cantino réalisé en 1502 est la plus ancienne représentation des voyages de Christophe Colomb dans les Caraïbes, de Gaspar Corte-Real à Terre-neuve, de Pedro Álvares Cabral au Brésil et de Vasco de Gama en Inde. Le méridien du traité de Tordesillas est représenté.

Après avoir dicté la bulle Intercaetera en 1493, le pape Alexandre VI signe le 7 juin 1494 le traité de Tordesillas qui définit une ligne de partage entre les terres du Nouveau Monde découvertes par les Espagnols et les Portugais. Ce traité lésait les nations autres que l'Espagne et le Portugal. L'avènement de la Réforme et l'essor du protestantisme favorise alors l'apparition de la piraterie : les protestants dénient au pape le droit de décider des territoires d'un monde qui n'est plus exclusivement du ressort de Rome. Le plus célèbre des corsaires, Francis Drake, surnommé « le Dragon » par les Espagnols, accomplit de (1577-1580) la deuxième circumnavigation de l'histoire après Magellan, dont la reine Élisabeth Ire est la principale commanditaire.
Le terme « Amérique » fut attribué en 1507 dans la ville de Saint-Dié (actuellement Saint-Dié-des-Vosges), par une assemblée savante, le Gymnase vosgien, composé de géographes. Le nom du nouveau continent fut composé à partir du nom du navigateur Amerigo Vespucci.
Le navigateur français Jacques Cartier effectue fort jeune de nombreux voyages de pêche vers les bancs de Terre-Neuve, sur les navires malouins. On suppose même qu'il visite la côte du Canada, en 1524, et celle du Brésil, en 1528. Cartier se met en tête d'aller plus loin à l'ouest et de découvrir la voie rapide vers les richesses de la Chine. Hissé par son mariage dans la bonne société, il parvient à convaincre François Ier du bien-fondé de son entreprise. Le roi lui alloue la somme de six mille livres pour une expédition de découverte du grand passage du nord-ouest. L'équipage français, composé d'une soixantaine de matelots sur deux navires, hisse les voiles le 20 avril 1534. Après avoir traversé l'Atlantique Nord et longé la côte ouest de Terre-Neuve, il arrive dans baie du Saint-Laurent, découvrant ce qui deviendra le Canada, avant de venir le 5 septembre 1534. Il effectue un second voyage en mai 1535, où il arrive au village indigène de Stadaconé, le site actuel de Québec.
Les navigateurs britanniques étaient souvent des corsaires.
Le jésuite François Xavier atteint le Japon en 1549, à Kagoshima, et débarque sur l'îlot de Sancian en face de Canton en Chine le 13 novembre 1552. En 1557, les Portugais achèvent leur poussée vers l'est en s'installant à Macao, où ils peuvent établir un comptoir.
Le 13 avril 1608, un bateau français, commandé par Samuel de Champlain remonte l'estuaire du Saint-Laurent. En juillet, il s'établit à Québec, avant de découvrir en 1613 les Grands lacs.
Ces explorations enrichirent considérablement les relevés cartographiques (voir Mercator). Elles permirent aux Européens d’identifier de nouvelles terres émergées et d’affiner les contours des continents.

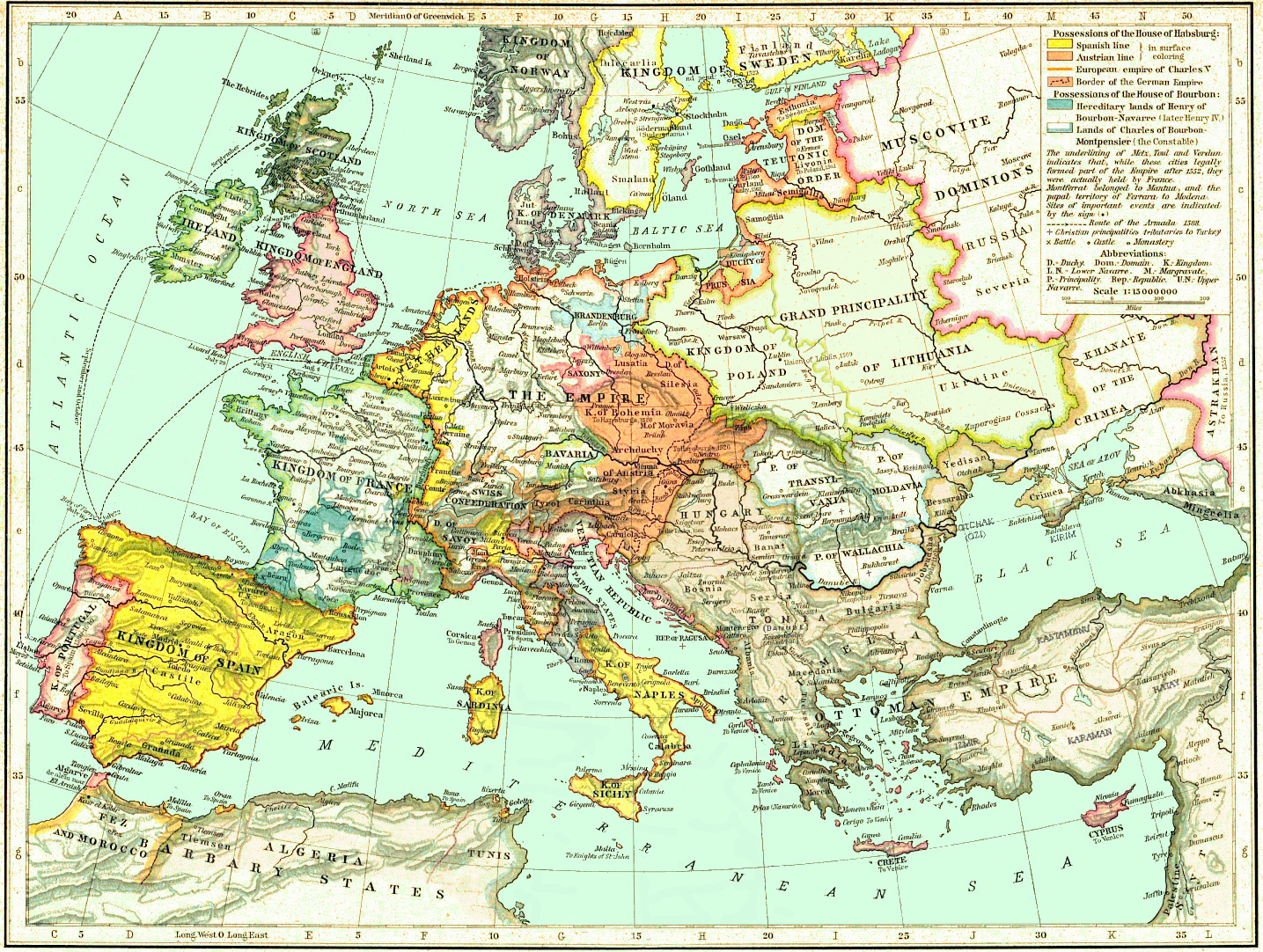
L'Europe au milieu du XVe siècle.

### Conséquences économiques
La première conséquence économique de la découverte du Nouveau Monde fut un afflux considérable de métaux précieux. On emploie de plus en plus l'or, l'argent, le fer, le cuivre, en majorité ramenés du nouveau monde. L'essentiel fut converti en monnaie, entraînant une hausse sensible des prix. On estime qu'entre 1450 et 1550, la masse monétaire en Europe a été multipliée par huit. La deuxième conséquence est que l'Espagne, pays dominant de cette période, a acquis sa puissance politique, économique, et militaire non par le travail de ses habitants, mais par l'accès à un stock de monnaie.
Un autre phénomène de l'époque, qui favorise la vente de biens économiques, la communication, les voyages et donc aussi la diffusion d'idées à caractère artistique et philosophique, est l'émergence de grandes sociétés bancaires, commerciales et de transport opérant dans toute l'Europe. Avec le déclin de l'importance de l'interdit de l'Église sur le paiement des intérêts, les banques lombardes en particulier, comme celles des familles florentines Bardi et Peruzzi, ont financé les grands projets économiques, artistiques ou militaires des cours européennes au XIVe siècle. Au siècle suivant, de grandes maisons de commerce comme celle des Médicis voient le jour. Au début du XVIe siècle, Jacob Fugger a transformé un commerce de draps en une grande société qui faisait le commerce de marchandises, d'opérations de crédit et de mines de métaux dans toute l'Europe et jusqu'en Amérique du Sud et en Inde. Parallèlement, la Maison de Tour et Taxis met en place des liaisons postales à travers l'Europe. Ils ont également permis aux banques d'effectuer des transactions plus rapides et, en plus de transporter des lettres, ont également transporté des personnes, des marchandises et de l'argent. Un espace économique européen relativement efficace a rapidement émergé.
Cette situation va donner naissance à un courant de pensée économique appelé mercantilisme, qui dura tout au long des XVIe et XVIIe siècles. Plus particulièrement, le courant de pensée cherchant à définir la richesse à partir de la quantité d'or détenue s'appelle le bullionisme. Adam Smith, le père fondateur de l'économie moderne, critiqua vivement le mercantilisme dans la Richesse des Nations (1776), non que le commerce des colonies lui déplût, mais il y voyait une richesse essentiellement princière.

## Art

### Architecture

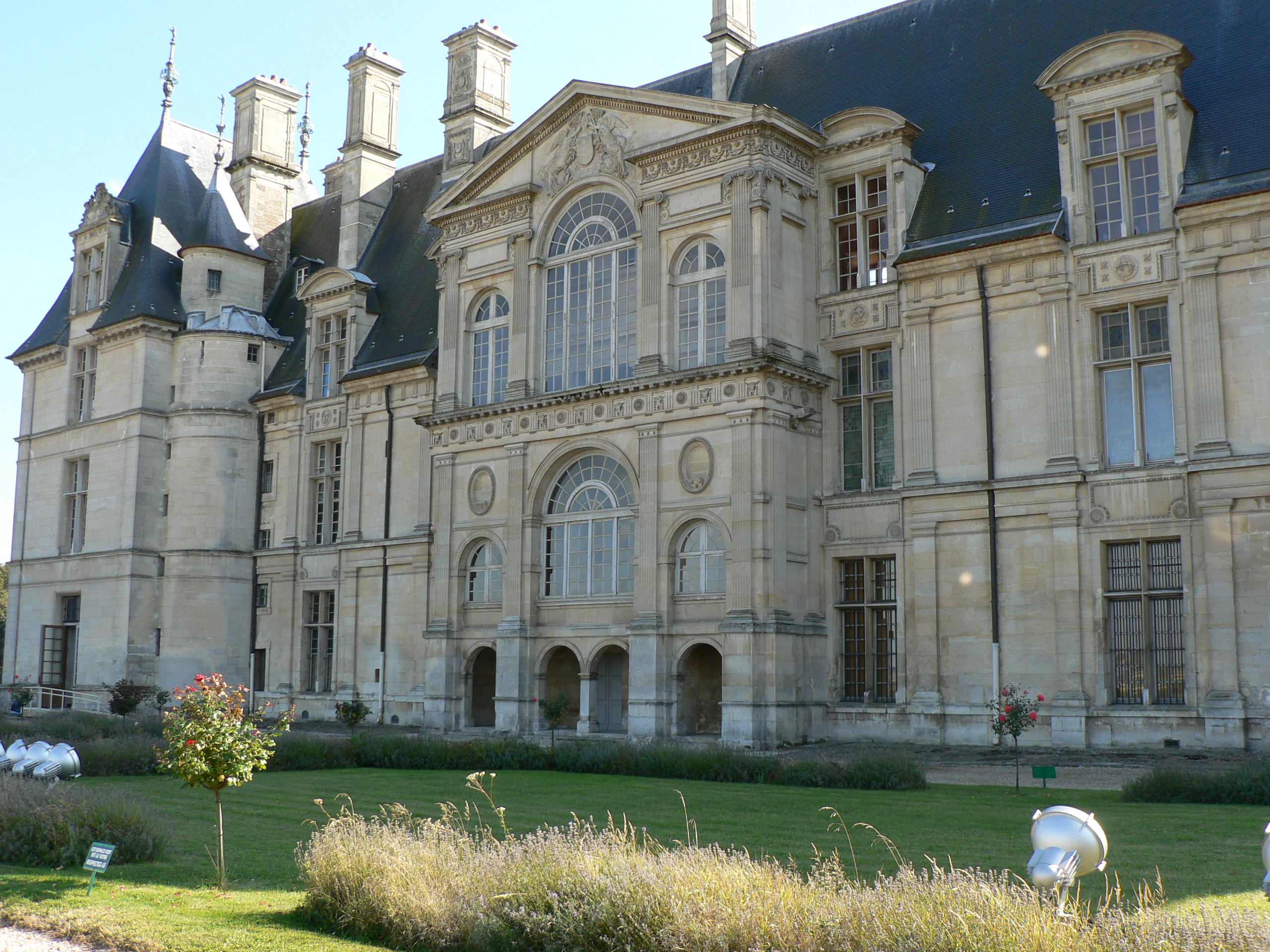
Château d'Écouen, Val d'Oise, témoignage de l'architecture de la Renaissance au XVIe siècle. Il abrite depuis 1977 le musée national de la Renaissance

Le traité De architectura de Vitruve, déjà connu des érudits médiévaux, de Pétrarque et de son disciple Dondi, fut redécouvert par Poggio Bracciolini (Le Pogge), Cencio dei Rustici et Bartolomeo Aragazziau au monastère de Saint-Gall pendant le concile de Constance en 1416. Vitruve fut « découvert » à la Renaissance au sens où ce fut seulement à cette époque que son œuvre commença à influencer la pratique de l'architecture.
Les principaux représentants de l'architecture de la Renaissance en Italie sont Filippo Brunelleschi (1377-1446), Michelozzo (1396-1472), Leon Battista Alberti (1404-1472), Bernardo Rossellino (1409-1464), Benedetto da Majano (1442-1498), Bramante (1444-1514), Michel-Ange (1475-1564), Giacomo della Porta (1503-1602), Vignole (1507-1573), Giorgio Vasari (1511-1574), Bartolomeo Ammannati (1511-1592), Baldassarre Peruzzi, Domenico Fontana (1543-1607), Galeazzo Alessi (1512-1572), ainsi que Le Filarète (~1400 – ~ 1469) et Sebastiano Serlio (1475-1554), célèbres pour leurs traités d'architecture.
Au Moyen Âge, les châteaux étaient d'austères monuments édifiés pour l'autodéfense d'un territoire ou d'un pays et la protection de la population environnante. C'est l'archétype même du château fort. Cependant, en France dès le milieu du XVe siècle avec la fin de la guerre de Cent Ans, l'influence architecturale de la Renaissance italienne commence à se faire sentir et du château fort traditionnel, on va passer au siècle suivant au règne des châteaux-palais si présents aujourd'hui dans la vallée de la Loire mais aussi ailleurs (Fontainebleau, le Louvre, Chambord, Chenonceaux, Amboise, Blois, Villers-Cotterêts…).
Ainsi, l'ère de la Renaissance laissa la place aux édifices qui misaient tout sur l'esthétique plutôt que sur la défense. C'est alors que disparurent mâchicoulis, créneaux, ponts-levis, meurtrières et douves, pour laisser la place aux somptueux jardins géométriques, aux symétries des châteaux, aux immenses fenêtres, aux colonnes, aux frontons et aux autres ornements qui pourraient montrer toute la puissance du propriétaire du château.
C'est donc sur l'esthétique que l'on mise et non sur la défense. Le but étant d'attirer l'œil sur la richesse et montrer le pouvoir du roi ou du prince. C'est une des caractéristiques les plus visibles de la Renaissance.
En France, au XVe siècle, on voit déjà une pré-renaissance, attestée par les châteaux de la route Jacques-Cœur près de Bourges. Le style gothique flamboyant se répand. Il constitue comme une résistance de l'ancien style. Au XVIe siècle, les châteaux de style Renaissance, notamment les Châteaux de la Loire se répandent. En Île-de-France, le Château d'Écouen, du célèbre architecte Jean Bullant, est un des principaux témoignages de cette période architecturale.

### Littérature

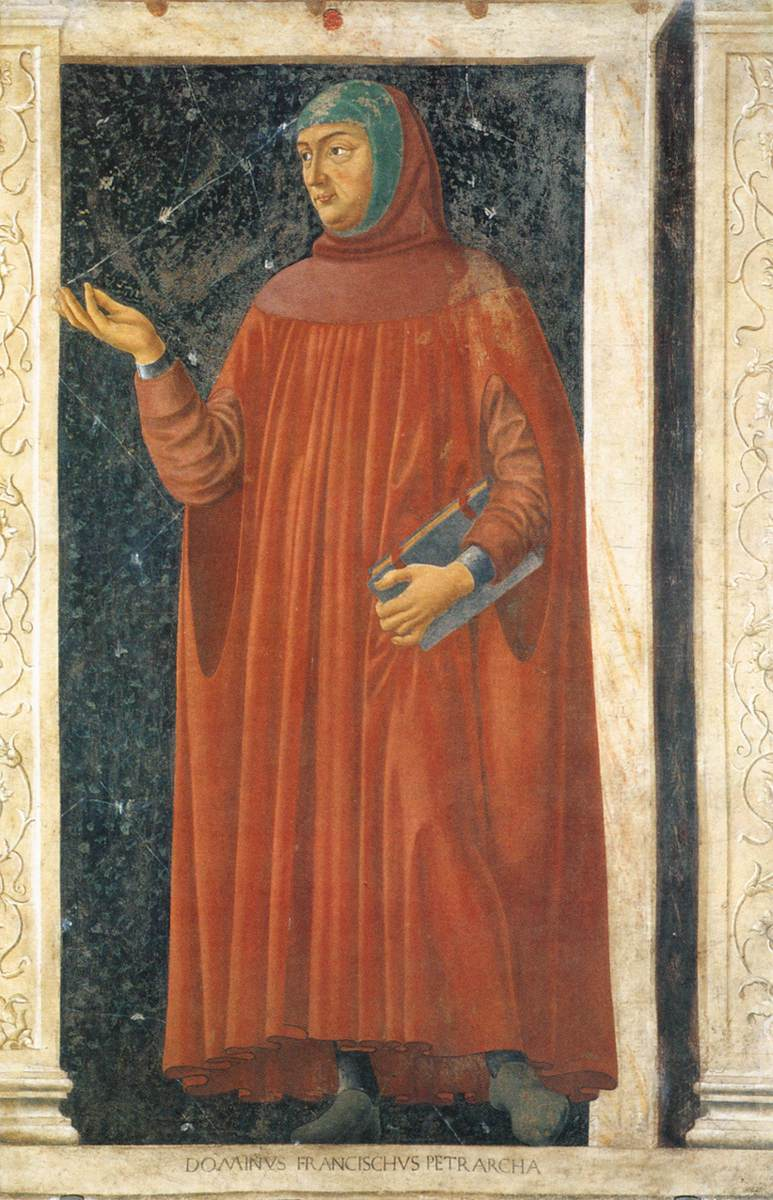
Pétrarque par Andrea del Castagno.

Au XIVe siècle, Pétrarque, d'origine toscane, passe pour être (avec Dante au siècle précédent), l'un des pères de la Renaissance. C'était un érudit, qui maîtrisait la langue latine. Il voyagea dans toute l'Europe, séjourna en Avignon, et séjourna aussi dans le nord de l'Italie à la fin de sa vie. Il eut Giovanni Boccaccio comme disciple.
Le XVIe siècle est marqué par l'apparition de la langue française moderne, soutenue par le pouvoir royal de François Ier, qui, avec l'ordonnance de Villers-Cotterêts (1539), donne à cette langue son statut de langue officielle du droit et de l'administration du royaume de France. La bibliothèque royale est transférée de Blois à Fontainebleau.
L'usage du latin commence à décroître, les dialectes continuent d'être parlés par la grande majorité de la population en France et ce jusqu'à la Révolution française (voir Histoire du français).
Les écrivains marquants sont :
- Guillaume Budé, fils de Jean Budé, ami d'Érasme, de Rabelais, de Thomas More, est un helléniste, philologue (il possédait une riche bibliothèque), théologien. Il fonda le Collège des lecteurs royaux (1530), futur Collège de France, à la demande de François Ier ;
- Louise Labé, écrivaine française ;
- Hélisenne de Crenne, écrivaine française ;
- Rabelais, écrivain français ;
- Montaigne, écrivain français, philosophe du scepticisme : il ne comprend pas les querelles entre catholiques et protestants, il est l'auteur des Essais et l'éditeur du Discours de la servitude volontaire, un pamphlet anti despotique, de son ami La Boétie.

### Poésie

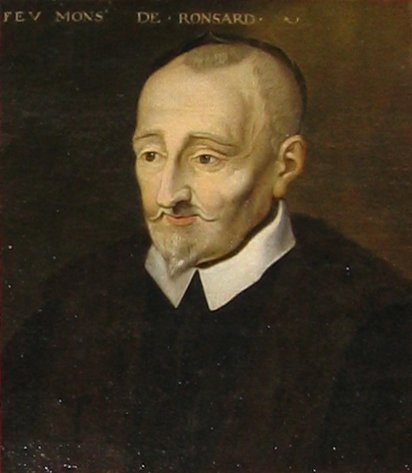
Peinture de Pierre de Ronsard vers 1620.

L'appellation « Renaissance » est ici aussi problématique : après tout, la littérature n'était pas morte et l'Âge d'or (1530-1560) est finalement assez court et évolue très rapidement vers le Baroque. La poésie compose alors un ensemble assez polymorphe et disparate.
D'un côté, quelques formes médiévales subsistent - que l'on songe notamment à Marot utilisant les formes du rondeau, de la ballade de l'épître, formes qui tombent en désuétude avec la Pléiade.
Parallèlement, de nouvelles formes apparaissent telles que l'ode, le sonnet, l'élégie, le discours ou l'églogue mais aussi d'autres plus longues telles que les longs poèmes cosmologiques de Scève, les Hymnes de Ronsard qui concentrent sur un thème l'ensemble des savoirs et les poèmes dramatiques (qu'ils soient comiques ou tragiques).
Pour autant cette distinction par formes n'est pas toujours évidente, encore moins pertinente et les arguments permettent tout aussi bien de discriminer la poésie de la Renaissance :
- héroïques : peu de réalisations ;
- satiriques : sur la base des poètes latins, ces œuvres visent la condamnation des vices ;
- tragiques ;
- comiques : ayant pour modèle Plaute et Térence, les poètes ridiculisent les défauts de toujours (avarice…) et certains acteurs de la société (courtisanes…) ;
- lyriques avec pour sujets l'amour, le vin, les joutes… dans une imitation d'Horace ou Théocrite ;
- poésie d'épanchements amoureux et religieux sur le modèle de Pétrarque notamment ;
- poésie religieuse.

Les formes permettent un classement d'autant moins pertinent qu'un recueil est alors souvent composé avec différents genres et différents registres.
La poésie demeure le genre dominant, produit de la Divine fureur (la furor) envoyée par les Muses. Pontus de Thiard distingue d'ailleurs quatre fureurs divines : la fureur poétique (don des muses), l'intelligence des mystères et religions inspirée par Bacchus, la divination (don d'Apollon) et enfin la passion amoureuse inspirée par Vénus.

### Peinture

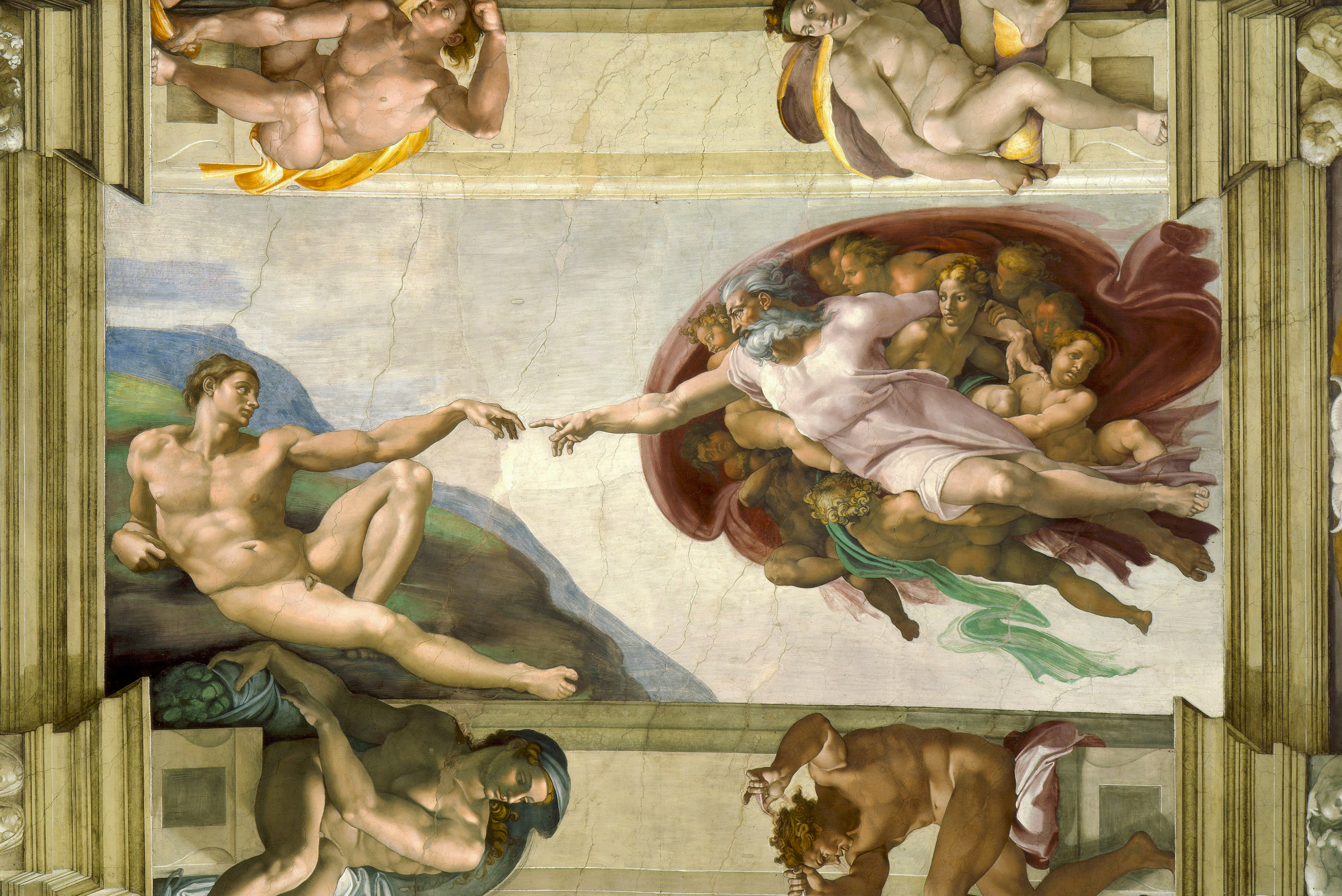
Fresque de La Création d'Adam, par Michel-Ange, dans la chapelle Sixtine à Rome.

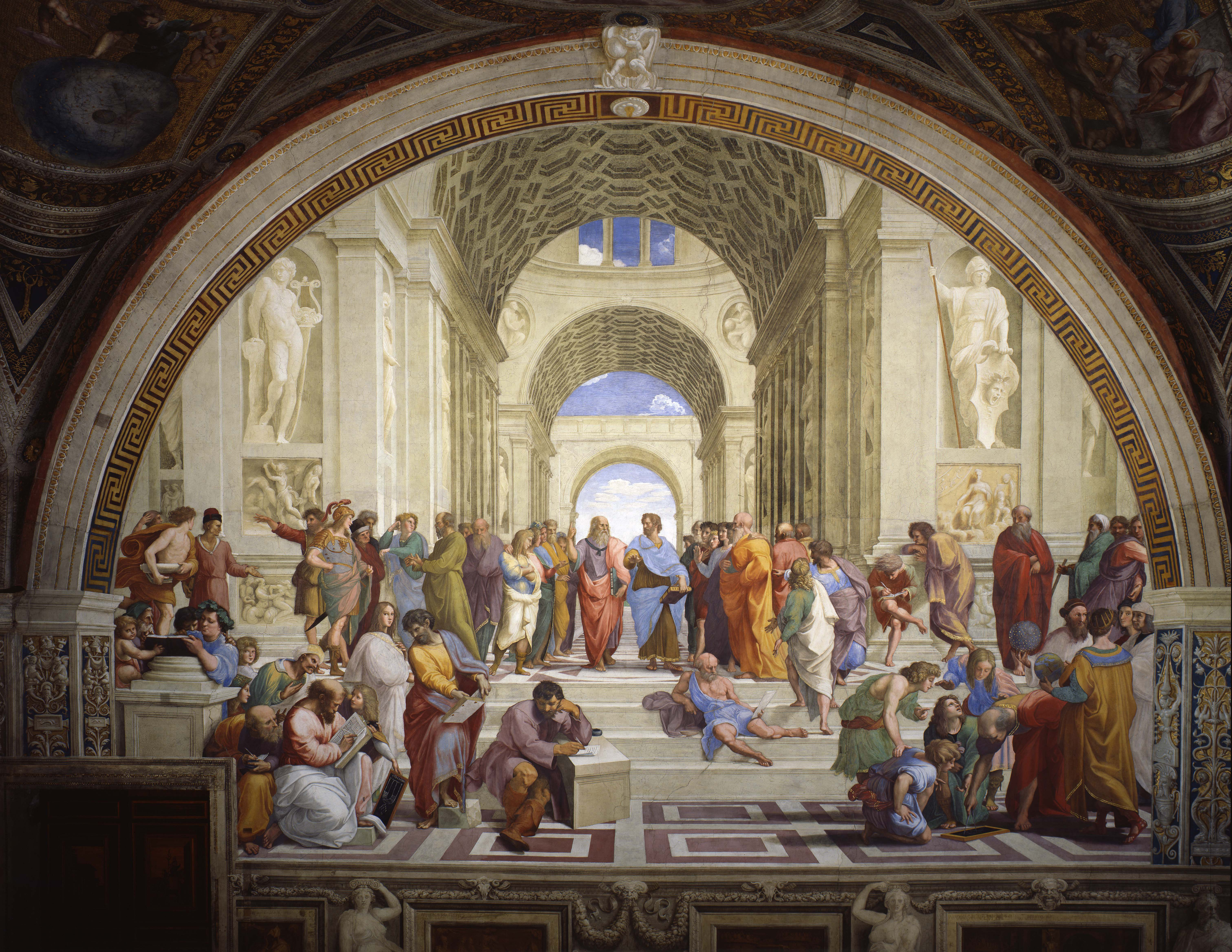
L'École d'Athènes de Raphaël vers 1510.

Au XIVe siècle, la peinture connaît déjà un renouveau, surtout à partir de l'Italie, grâce à des peintres comme Duccio, Simone Martini, Matteo Giovanetti, élève de Martini qui peignit les fresques du Palais des Papes d'Avignon et Giotto.
Au XVe siècle, en Italie, les peintres les plus marquants sont Fra Angelico, Fra Bartolomeo, Masaccio, Filippo Lippi, Piero della Francesca, Leone Battista Alberti théoricien de la peinture et architecte, Sandro Botticelli. Cette période est également marquée par la redécouverte de la perspective linéaire (ou bien appelé géométrique, mathématiques ou centrale) antique. Ce système est théorisé par Alberti dans De Pictura. La perspective linéaire se fait alors une place de plus en plus importante au fil de la renaissance. Masaccio est un des premiers artistes italien à l'adopter. Dans les Pays-Bas, la peinture à l'huile fait son apparition avec Jan van Eyck, Rogier de la Pasture dit Vanderweyden, Jérôme Bosch. La toile remplaça progressivement les peintures a fresco employées dans les édifices.
Concernant le portrait chez Hans Memling, primitif flamand, Jean-Pierre Stroobants, correspondant du journal Le Monde en Belgique, précise (07/08/2005) : « (Memling) a innové en introduisant des décors (paysages, intérieurs, fonds), qui, malgré leur foisonnement de détails, n’enlèvent rien à la sobriété des tableaux et à l’étrangeté des personnages. L’étude du visage, des mains, du corps donne à la majorité de ces œuvres un caractère envoûtant et permet à Till-Holger Borchert, conservateur du musée Groeninge, d’affirmer que c’est bien Memling qui transmit à tout le sud de l’Europe les caractéristiques et les innovations du portrait primitif flamand, qui allait notamment influencer les peintres florentins, vénitiens ou lombards ».
Au XVIe siècle, la peinture se caractérisait par un intérêt porté à l'homme. On jugeait un homme, si et seulement s'il était instruit. Les peintures étaient le plus souvent des portraits, sculptures de l'être humain dans une image complète et méliorative. L'art du nu s'affirma (en référence à l'Antiquité) notamment pour valoriser l'aspect athlétique de l'Homme.
Parmi les peintres de cette époque, Michel Ange, Raphaël, Leonardo Da Vinci, Titien, Véronèse se démarquent, en Italie ; Jean Clouet, en France ; Albrecht Dürer, peintre graveur, dessinateur allemand, Lucas Cranach l’Ancien, Hans Holbein le Jeune, en Allemagne.

### Musique
Au XVe siècle, les polyphonies se développèrent à l'origine dans les Flandres, en Angleterre et en Bourgogne. La polyphonie est une musique écrite pour des chœurs à plusieurs voix en musique sacrée ou profane. Elle nécessitait des règles d'harmonie afin de bien entendre les voix simultanément. Les instruments utilisés étaient alors les flûtes, les hautbois (chalemie, bombarde, douçaine…), l’épinette, la viole de gambe…
Au XVIe siècle, les polyphonies pluritextuelles se développent. Les musiciens qui se démarquent peuvent être notamment Claudio Monteverdi, compositeur italien et auteur de nombreux madrigaux, Giovanni Pierluigi da Palestrina, compositeur italien, Roland de Lassus.

### Sculpture
La sculpture de la Renaissance est plus précoce que dans les autres arts. En effet, les hommes de la Renaissance disposent encore de sculptures antiques alors que les peintures ont plus largement disparu. C'est pourquoi la Renaissance en matière de sculpture peut être datée, quant à son origine, du XIIIe siècle.

### Céramique
- Voir Bernard Palissy (1510-1589)

## Changements militaires et politiques

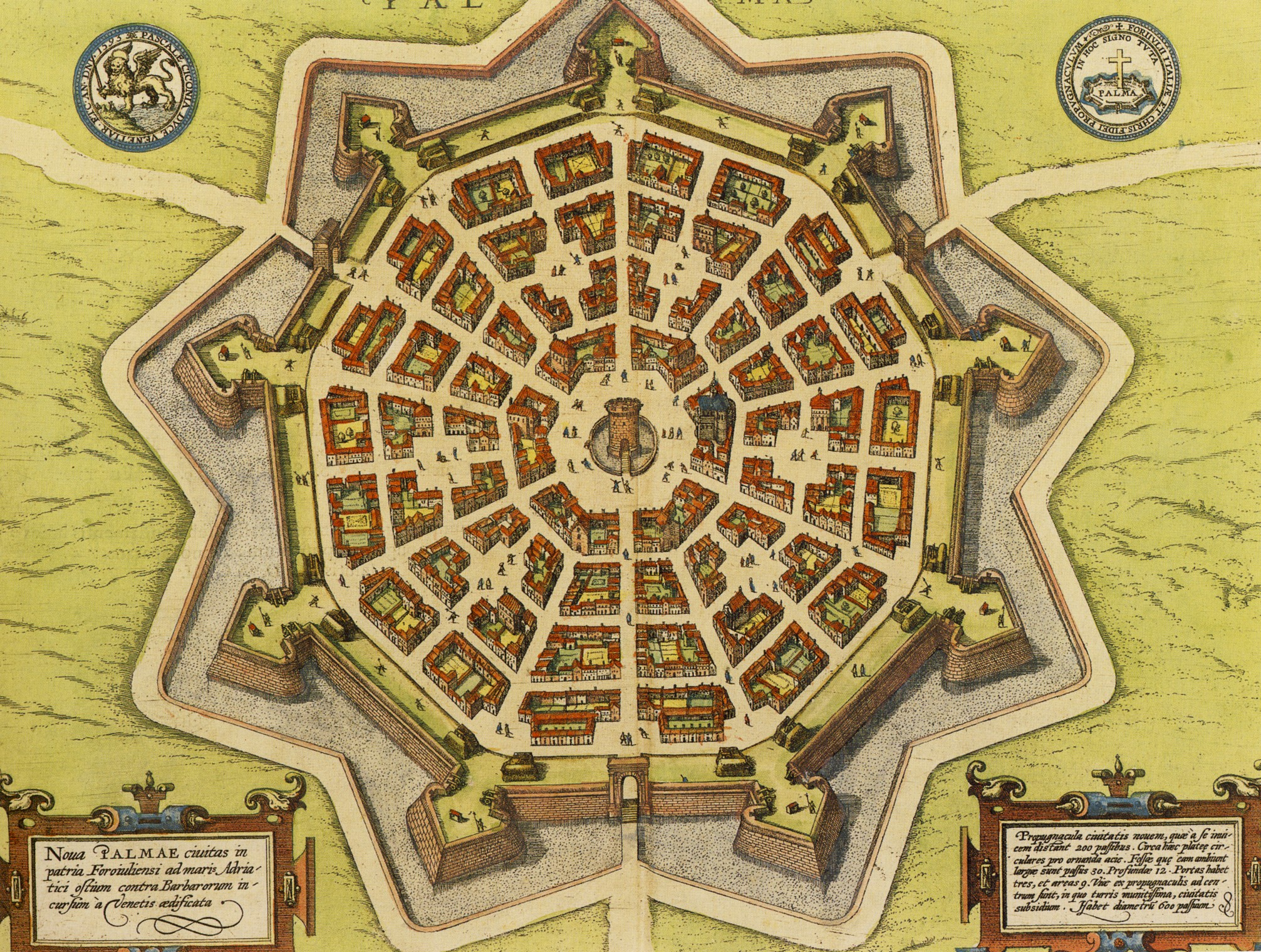
Carte de Palmanova in 1593, ouvrages de défense vénitiens, Unesco.

### Innovations militaires
L'art de la guerre évolue de manière importante durant la Renaissance. L'infanterie reprend sa place de cœur de l'armée aux dépens de la cavalerie, principalement par l'assimilation de la technique du carré de pique par la plupart des armées occidentales. Ce modèle, introduit notamment par les cantons suisses au bas Moyen Âge, prévaudra sur les champs de bataille jusqu'à la guerre de Trente Ans. L'arquebuse prend une place de plus en plus importante dans les armées de la Renaissance. l'arme étant meilleur marché qu'une arbalète et son utilisation ne requérant pas un entrainement aussi poussé que pour l'utilisation efficace de l'arc, elle remplace, à quelques exceptions près, les armes de traits sur le champ de bataille.
La cavalerie elle aussi utilise les armes à feu et un nouveau type de cavalerie apparaît en Allemagne dans les années 1540, les reître. Ils sont armés de pistolets et leurs chevaux, contrairement à ceux des gendarmes ne sont pas bardés.
L'artillerie elle aussi fait son entrée sur le champ de bataille, autrefois réservés aux sièges les canons sont alors devenus une arme de campagne avec notamment les canon-orgues et les coulevrines, armes à dessein antipersonnel uniquement.
Pour faire face aux perfectionnements de l'artillerie des innovations apparaissent en matière de défense et de fortifications, avec invention du bastion en Italie à la fin du XVe siècle. Les fortifications de type italien apparaissent à Troyes et à Saint-Paul-de-Vence à partir de 1525.

### Droit
En droit, un changement structurel se produisit au XVIe siècle, avec le passage de la suzeraineté (société de type féodal, serment d’allégeance), à la souveraineté.
Le roi contrôlait directement le royaume à l’aide d’une administration mieux structurée, surtout en France et en Espagne. Il s’agissait encore d’une administration très légère, puisqu’elle comptait environ 1 500 fonctionnaires en France.
Il fallut imaginer un système de droit adapté à la nouvelle forme de monarchie.
Par ailleurs, en France, la langue française devint à cette époque la langue officielle du droit et de l’administration, grâce à l’édit de Villers-Cotterêts (François Ier, 1539), qui vint appuyer la souveraineté du roi.
Les théoriciens du droit qui se démarquent furent notamment Jean Bodin, juriste français, et Machiavel, humaniste italien.

## Histoire économique de la Renaissance

### Innovations
Après une longue période de difficultés économiques au XIVe siècle et au début XVe siècle, ayant vu de mauvaises récoltes, disettes, guerres civiles et étrangères (guerre de Cent Ans), et surtout la peste noire qui dévasta le continent pendant trois ans, de 1348 à 1350, un redémarrage économique se produisit d'abord en Italie, dès la première moitié du XVe siècle. C'est en Italie en effet que furent mis au point de nouveaux instruments de commerce : assurances maritimes, lettres de change, comptabilité en partie double. Même si certaines de ces techniques avaient été inventées auparavant, c'est durant la Renaissance qu'elles se répandirent dans la Péninsule puis au-dehors. L'utilisation du zéro, originaire d'Inde, et transmis par les Arabes, connu à Florence au XIIIe siècle fut un autre facteur de développement. Il mit deux ans à s'acclimater en Europe.
Quelques autres techniques permirent un renouveau économique et commercial, inventées ou importées d'autres régions du monde. L'horloge mécanique apparaît en Europe dans les années 1270-1330 et remplace les sabliers et horloges à eau pendant la Renaissance.
L'usage de la verrerie et des vitres se développa au XVIe siècle. L'île de Murano fut un important centre de production dès la fin du XIIIe siècle. Dans le textile, le rouet et le tricot furent perfectionnés et généralisés. Le procédé de l'amalgame apparaît pour le traitement de l'argent.
L'exploration de nouvelles terres permit également la découverte de nouvelles plantes, comme l'ananas, l'avocat, la cacahuète, le cacao, les cucurbitacées (courge du Mexique, potiron, courge musquée), la goyave, le haricot, le maïs, la papaye, la patate douce, la pomme de terre, les poivrons et piments, le tabac, la tomate, le topinambour, le tournesol, le quinoa, la vanille, le manioc, la noix de pécan pour ne citer que les principales.

### Dynamisme économique
Vers la fin du XIIIe siècle, des raisons politiques et le développement de nouvelles routes de commerce mettent fin à la primauté des foires de Champagne. Les nouvelles routes des Alpes suisses par le col du Saint Gothard et du Simplon relient l'Italie du Nord au pays rhénan et surtout de nouvelles routes maritimes, permettent aux Italiens un accès plus sûr, plus rapide et moins cher à Bruges dès 1297.
Les hommes d'affaires de la Renaissance faisaient le commerce des textiles, des grains, des épices, etc. ; ils possédaient des mines ; ils assuraient des navires, prêtaient de l'argent aux particuliers et aux princes. Les Médicis, au milieu du XVe siècle, avaient opté pour une organisation décentralisée avec un bureau central à Florence, et possédaient la majorité des parts dans diverses compagnies ne portant pas forcément le nom de « Médicis ». Les Fugger d'Augsbourg, les plus grands hommes d'affaires européens de la première moitié du XVIe siècle, préférèrent tenir en main, grâce à des « facteurs » salariés et révocables, les implantations locales de leur firme.
Au début de la Renaissance, il existe en Europe une véritable passion pour les épices : poivre, cannelle, gingembre, clous de girofle, safran, muscade, etc. Les épices servaient à relever la cuisine, et à conserver les viandes. On leur prêtait aussi des propriétés médicinales. Les épices provenaient d'Inde, de Ceylan, des îles de la Sonde (Indonésie) et de la Chine. De cette dernière provenaient aussi les laques et les soieries. La route de la soie, qui permettait d'acheminer les produits chinois, fut coupée par l'avancée des Turcs. un des grands motifs des voyages portugais vers l'Inde, et bientôt la Malaisie et l'Indonésie, fut le désir de parvenir sur les lieux mêmes de la production des épices. Les Espagnols découvrirent chez les Aztèques du Mexique l'usage de la vanille et du cacao, qu'ils firent connaître en Europe. La canne à sucre, qui avait pénétré grâce aux Arabes dans le bassin méditerranéen, fut introduite par les Espagnols et les Portugais aux Canaries et à Madère, puis ils implantèrent sa culture dans les Antilles et dans les régions chaudes et humides de l'Amérique.
Les voyages de la Renaissance mirent en place pour la première fois dans l'histoire, une économie mondiale fondée sur les échanges réguliers : plus de 18 000 bateaux au total naviguèrent au total entre l'Espagne et le Nouveau Monde. Des améliorations techniques avaient permis, avant même la découverte de l'Amérique, une relance de la production d'argent dans les mines européennes, qui facilita le redémarrage économique des XVe et XVe siècles. L'implantation européenne en Amérique eut pour conséquence d'accroître encore la quantité de métaux précieux - or et argent - disponible sur le vieux continent. Les Pazzi, riches banquiers florentins du début du XIVe siècle auraient disposé d'un capital équivalent à 147 kilos d'or fin. Celui des Médicis, vers 1460, aurait été de 1,75 tonne. Celui des Fugger, en 1546, de 13 tonnes. Dans la décennie 1526-1535, 85 tonnes d'argent auraient été produites chaque année en Europe, chiffre comparable à ceux du XIXe siècle.

## Postérité

### Fin de la Renaissance
Il est difficile de donner une date précise à la fin de la Renaissance. L'historien Peter Burke remarque que Galilée et Descartes sont des exemples révélateurs de la rupture délibérée avec la tradition, en particulier la philosophie naturelle d'Aristote. Auparavant, l'image du monde que se faisaient les élites européennes avait été relativement stable depuis la réception d'Aristote aux XIIe – XIIIe siècles. Même si ses idées étaient souvent critiquées, voire modifiées, le cadre de pensée aristotélicien n'était pas remis en cause par les humanistes. Or, l'image du cosmos fut modifiée sur de nombreux points entre 1600 et 1700 par l'hypothèse copernicienne selon laquelle la Terre n'était pas au centre de l'univers, avec une vision du cosmos sans esprit, mécanique, soumis aux lois de la physique. La raison, s'appuyant sur les mathématiques, commença à gagner le prestige que l'Antiquité était en train de perdre. Le parti des « Modernes » s'appuya sur la nouvelle philosophie de Galilée et Descartes pour rejeter le postulat des humanistes de la Renaissance : la primauté des Anciens. C'est pourquoi on peut avancer que la Renaissance prit fin au début du XVIIe siècle, vers 1630, avec la révolution scientifique et la montée du baroque.

### Survie de l'humanisme
L'humanisme survécut à la révolution scientifique, mais sa place se fit plus étroite. Le programme des écoles latines resta plus ou moins le même jusqu'au début du XIXe siècle. Dans les universités, la philosophie mécaniste commença à remplacer l'aristotélisme vers 1650, mais mit plus d'un siècle à l'évincer totalement.
En littérature, la Rome d'Urbain VIII vit fleurir une seconde renaissance romaine, sur le modèle de celle de Léon X. Aux Pays-Bas, la renaissance littéraire se prolonge jusqu'aux années 1660 avec le dramaturge et poète Joost van den Vondel. En France, Boileau et Racine peuvent être perçus comme des humanistes, par le style qu'ils utilisent et leurs imitations des Anciens.
En Angleterre, l'écrivain Robert Burton (L'anatomie de la mélancolie, 1621), le médecin Thomas Browne, l'homme d'État Edward Hyde, et les platoniciens de Cambridge peuvent être rattachés au mouvement humaniste.
La curiosité encyclopédique d'érudits comme le jésuite allemand Athanasius Kircher ou le Suédois Olaus Rudbeck font penser à des humanistes antérieurs. Les œuvres complètes d'Érasme sont rééditées à Leyde par Jean Leclerc de 1703 à 1706. En Allemagne, Gotthold Ephraim Lessing et Johann Gottfried Herder, qui se sont intéressés l'Humanität, peuvent être qualifiés d'humanistes tardifs.
En Angleterre, on a parlé d'humanisme augustéen à propos du cercle de Samuel Johnson, parce qu'il entendait rivaliser avec les réalisations culturelles de Rome. Il y eut un mouvement d'humanisme civique dans la Grande-Bretagne du XVIIIe siècle et en Amérique du Nord au moment de la révolution, avec un souci des vertus citoyennes des libertés et de la vie active inspiré de la Renaissance florentine.

### Développements du mouvement dans les arts et l'architecture

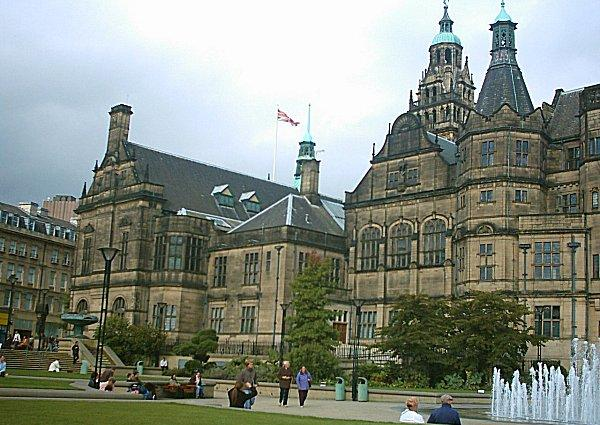
L'hôtel de ville de Sheffield construit dans le style Renaissance.

En peinture, la grande manière se perpétua, notamment avec Nicolas Poussin qui vécut à Rome. Les traditionnels séjours d'artistes en Italie se sont poursuivis. Vélasquez s'y rendit en 1629, Mengs en 1740, Reynolds en 1749, Romney en 1773, etc. Ils visitaient l'Italie non seulement pour étudier l'Antiquité, mais Raphaël, Titien et Michel-Ange. Les Académies des beaux-arts formèrent toujours les peintres et les sculpteurs à imiter l'antique.
Au XIXe siècle, les nazaréens étaient un groupe de jeunes artistes allemands qui vécurent à Rome à partir de 1810, et qui étaient hostiles au néoclassicisme de Mengs et à son idole Raphaël. Ils adoraient Masaccio et Fra Angelico. De même Dante Gabriel Rossetti et ses amis voulaient revenir à la période antérieure à Raphaël, d'où leur nom, « confrérie préraphaélite ». Ce fut à cette époque et dans ces cercles que l'on redécouvrit Botticelli.
En architecture, l'influence de la Renaissance resta très vivace avec le palladianisme et le néopalladianisme. Les Quatre Livres de l'architecture de Palladio parurent en allemand en 1698, en français en 1726, en anglais en 1715 et de nouveau en 1728. On compte parmi les disciples de Palladio Ottavio Bertotti Scamozzi (it) en Italie, Jacques-Germain Soufflot en France. Le troisième comte de Burlington collectionnait les dessins de Palladio et fit construire la villa Chiswick sur le modèle de la célèbre Villa Rotonda. Thomas Jefferson suivit le modèle de la Villa Rotonda pour sa maison à Monticello.
Les exemples d'architecture néo-Renaissance sont nombreux au XIXe siècle : à Londres, le Travellers' Club (1832) et le Reform Club (1841). Dans les années 1850, une banque de Bristol suit le modèle de la bibliothèque Marciana de Sansovino.

### Racines de la crise écologique
La Renaissance s'est manifestée par un changement important de vision du monde par rapport au Moyen Âge, qui a eu des répercussions considérables aux époques moderne et contemporaine. Certains auteurs, tels Michel Maxime Egger et Jean-Claude Larchet, pensent que les racines de la crise écologique sont à situer à partir de la Renaissance. Jean-Claude Larchet distingue un ensemble de facteurs, parmi lesquels nous détaillons ci-dessous ceux plus directement en rapport avec la Renaissance telle que décrite dans cet article
 :
L'humanisme
L'humanisme est une exaltation de l'homme considéré en lui-même, pour lui-même. L'humanisme, même s'il ne nie pas Dieu, le rejette dans l'au-delà et affirme la totale autonomie de l'homme par rapport à Lui. Ce n'est plus Dieu qui sert de référence, mais l'homme qui devient la mesure de toute chose.
Le naturalisme
La Renaissance se définit à la fois par un retour à l'Antiquité grecque et par un retour à la nature (les deux étant liés), ouvrant la voie au naturalisme. L'humanisme, en ramenant tout à l'homme (c'est-à-dire en excluant Dieu) ramène toute chose à une dimension purement naturelle, c'est-à-dire exclut le surnaturel ou réduit sa part. L'art de la Renaissance abandonne le caractère symbolique de l'art médiéval dans la représentation de l'homme et de la nature.
L'individualisme
L'humanisme de la Renaissance a pour corrélat une exaltation de l'individu. Cela se manifeste dans l'art par la valorisation de l'artiste en tant que sujet créateur original. Cette tendance s'accentuera ultérieurement avec le Cogito de Descartes qui pose le sujet « je » non seulement comme seule source, mais comme critère de la connaissance vraie et même de la réalité de soi et du monde. L'individualisme mènera par la suite à la concurrence, fondement du capitalisme qui se développera à partir du XVIIIe siècle, et aura pour conséquence l'affaiblissement du sens de la communauté.
La conquête du Nouveau Monde
La conquête du Nouveau Monde a été fondée sur une volonté des États européens d'accroître leur pouvoir en étendant leurs territoires, mais aussi de développer leur économie grâce à une exploitation de ces terres nouvelles et de la commercialisation de leurs produits. Cela a sans doute contribué à modifier l'image de la nature qu'avaient les populations européennes, en y voyant un stock de ressources exploitables et monnayables. Les conquérants ont fait preuve d'une absence totale de scrupule vis-à-vis de la nature, en comparaison des populations indigènes qui avaient un sens développé de la sacralité de la nature.
À ces éléments Jean-Claude Larchet ajoute le rationalisme, le dualisme corps-esprit, la mécanisation des corps et le Dieu horloger, facteurs qui n'apparaîtront qu'avec la révolution scientifique du XVIIe siècle.